# 玄田哲章
玄田 哲章（げんだ てっしょう、1948年5月20日 - ）は、日本の声優、舞台俳優、ナレーター。岡山県出身。81プロデュース所属。既婚。デビュー当時は、本名の横居 光雄（よこい みつお）名義で活動していた。

## 経歴

### 生い立ち
1948年5月20日に岡山県で生誕。正則高等学校時代は軟式テニス部に所属し、ダブルスの前衛プレーヤーとしてテニスに励む。中学・高校時代は芝居と縁がなかったが、受験に際して芝居の道に進みたいという気持ちが強くなり、相談した高校教師の知人である東宝映画のプロデュースを行っていた人物からの紹介で、東宝芸能アカデミーに入学。

### キャリア
卒業後、新劇の道に進もうと文学座と劇団雲のオーディションを受けたが、両方とも落選。悩んでいたところに、演劇雑誌『テアトロ』で見つけた野沢那智主宰の劇団薔薇座の募集を目にしに1970年に入団した。初舞台は『王女メディア』。当初は1年だけのつもりだったが、結局は17年間もの長期に渡って在籍した。
1972年、24歳のときに野沢から「そろそろお前もやらないか?」と薦められ、声優業を始める。ディレクターの斯波重治の紹介で、テレビアニメ『科学忍者隊ガッチャマン』のアフレコ現場を見学。同作で多数の端役を担当し、以降は声優としてさまざまな作品をこなすようになった。声優業を始めた当時を「当日に台本を渡され台本の見方も分からないままスタジオに入れられ、喋り出しても画面に合わなくて悔しい思いをした」と振り返っている。

### 現在まで
2010年に第4回声優アワード功労賞を受賞した。
2024年7月26日には体調不良のため、いくつかの担当番組において代役が立てられることが発表された。同年10月8日放送の『マツコの知らない世界』より復帰している。

## 特色
声種はバリトン。独特の太い低音の声質の持ち主である。
声優、ナレーターとしては、アニメ、テレビ番組などで活躍している。日本のアニメではコミカルな役からシリアスな役まで幅広く演じこなしている。
多数の洋画作品で吹き替えを担当しており、アーノルド・シュワルツェネッガーのような鍛え抜かれた体を持つ俳優の吹き替えを多く担当している。かつてはシルヴェスター・スタローンやスティーヴン・セガールの吹き替えも多く担当していたが、2000年代前半を境に棲み分けされるようになり、スタローンはささきいさおが、セガールは大塚明夫がそれぞれ担当するようになった。ただし、セガールの吹き替えは『ICHIGEKI 一撃』（2004年）で担当したほか、スタローンの吹き替えについては『バックトレース』（2019年）、『ザ・スーサイド・スクワッド “極”悪党、集結』（2021年）のように、2019年以降はささきと分け合う形で担当しており、再び持ち役となりつつある傾向にある。スタローンの吹き替えに関しては1980 - 1990年代初頭までは、シュワルツェネッガーよりも当てている数は多く、テレビ放送版の吹き替えが製作・放映されていたころには、『ロックアップ』や『ジャッジ・ドレッド』のように、テレビ放送版とソフト版の両方でスタローンの吹替を玄田が担当した作品もある（2013年に発売された『ジャッジ・ドレッド』のブルーレイには日本語吹替音声は収録されていない）ほか、ホームビデオ作品である『アメリカンそっくりシアター ハリーの爆笑捜査線！』ではスタローンおよびランボーのパロディキャラを玄田が演じている。また、これらのほかにサミュエル・L・ジャクソン、ローレンス・フィッシュバーン、ダン・エイクロイド、ジョン・キャンディ、ジョン・グッドマン、ジェラール・ドパルデューの吹き替えを担当することも多い。

### アーノルド・シュワルツェネッガーとの関わり
玄田は、アーノルド・シュワルツェネッガー本人から「私の声を100年演じてほしい」と公認された専属声優である。カリフォルニア州制作の観光ビデオでの吹き替えをきっかけに正式にフィックスとなり、2015年の『ターミネーター:新起動/ジェニシス』ジャパンプレミアで初対面を果たした際も、シュワルツェネッガーは玄田に敬意を表し、固い握手を交わした。
玄田は『コナン・ザ・グレート』以降、シュワルツェネッガー出演作のほとんどで声を担当しており、「同世代の同志」と語るほどの深い絆がある。特に『コマンドー』では複数の吹替版が存在し、2013年の完全版Blu-rayには玄田と屋良有作による2種の音源が収録。2015年には新録版も登場した。
他の代表作でも、旧録版（主に屋良）、新録版（玄田）を併録したBlu-rayが発売されており、玄田は『トゥルーライズ』『ラスト・アクション・ヒーロー』『バトルランナー』などで複数のバージョンを担当。これらの作品群は、日本における吹替文化とシュワルツェネッガー像の定着に大きく貢献している。

### トランスフォーマーシリーズ
「トランスフォーマーシリーズ」ではアニメ第一作の『戦え!超ロボット生命体トランスフォーマー』から2007年の実写版ともにコンボイ（オプティマスプライム）を演じている。実写版の吹き替え版ではアメリカ側がオーディションで配役を決めていったため玄田はオファーではなく直々に受けたと振り返っている。結果、ファンからの署名運動などの活動があったことで結果的に自分が選ばれたと振り返っている。
玄田本人は、いくら長くアニメ版で同役を演じてきても、この業界はシビアで残酷だから自分が選ばれないのではないかと不安に感じていた。また、ファンたちの後押しの声があったことが本当にうれしかったと語っている。玄田はオプティマスに関しては自分の生理とすごく合うので、演じていて違和感を感じないし、ストレスにならないと語っている。
実写版収録の際はまだCGが完成していないため、絵のない状態でアフレコを行った。またアテレコ収録後にはアメリカ側から「英語が話せるのならオリジナルで何らかの配役の声をやってもらいたいとオファーもされた」が、結果的に英語が話せなかったため断り、「もう少し若ければ英語を勉強したかもしれないが、ハリウッド進出のチャンスを諦めた」と語っている
公開イベントでオプティマスの声を務めた際には「まさか実写になるとは思いませんでした」と、玄田自身の感想をアドリブを聞かせて喋っている。
テレビアニメ『ケロロ軍曹』第194話のトイレ司令や、テレビアニメ『パンティ&ストッキングwithガーターベルト』第12話のオスティマスのように、たびたびコンボイのパロディキャラクターを演じている。
2003年にゲーム『ドリームミックスTV ワールドファイターズ』においては久々にコンボイ/初代総司令官コンボイを演じ、インタビューでは「こんな形で、コンボイの声に復活できて、大変うれしいです。懐かしい気持ちで、精一杯やりました。みなさん、ぜひ楽しんでゲームをプレイしてください。」と答えている。
2020年にNetflixで配信されたWebアニメトランスフォーマー:ウォー・フォー・サイバトロン・トリロジーでオプティマスプライムを演じている。

### その他の役に関して
死去した雨森雅司や蟹江栄司、加藤正之、内海賢二、大平透、石塚運昇、増岡弘、藤原啓治、飯塚昭三から持ち役の一部を引き継いでいる。2017年に放映されたアニメ『笑ゥせぇるすまん』では、大平に代わって喪黒福造を演じた。大平は、生前から喪黒役の後任として玄田を指名しており、今回の起用が実現したのだという。
「スーパー戦隊シリーズ」では、バンダイが出す関連商品のCMナレーションを1986年以降担当している。所属事務所の公式プロフィールの主な出演作にも挙げられており、東映のサイト内でも「縁深い」と挙げられている。また、「スーパー戦隊シリーズ」本編にも、2005年の『魔法戦隊マジレンジャー』ではマジレンジャーの呪文音声及びナレーションとして、2012年の『特命戦隊ゴーバスターズ』ではゴリサキ・バナナ役としてレギュラー出演したほか、敵キャラクター役で数回ゲスト出演した経験もある。

## 人物
妹がいる。フリーアナウンサーの二木あつ子は、玄田の縁戚（二木の母の妹の息子の嫁の兄 - 従兄弟の義兄にあたるとのこと）である。
特技は日本舞踊、モダンダンス。趣味は麻雀、格闘技観戦、レコード鑑賞、読書、テニス。
バレエの経験者であり、ピルエット（回転の動き）を得意とし、「ピルエットの玄田」の異名を持っていた。映画『紅い眼鏡』では、本人の振り付けによるマンボ（『文明のマンボ』）を1曲分丸ごと踊る姿も披露している。
塩屋翼によれば、「普段はおとなしい人で、自分からはあまりしゃべらない人で、兄（塩屋浩三）と似ているところがありますね」とのことである。
同期に銀河万丈と若本規夫がいる。

## エピソード
- 師である野沢那智との関係としては、「最初『野沢那智』の名前から女性かと思っていたら、サングラスかけたアヤシイ男が出てきて驚いた」と振り返っている[15]。野沢は劇団で発声と滑舌担当だったが、その稽古は厳しく、稽古場だった烏森神社の境内で「フェンシングのフルーレを振るいながらレッスンし、怖かった[15]。飛んできた灰皿やチョークを避けると『何で避けるんだっ!』と怒鳴られた」と語っている[15]。その後、野沢と仕事場で一緒になったときには、野沢のほうが玄田を心配するあまり、失敗することがあった[43]。野沢から学んだ大切なこととして、「言葉の大切さ、言葉を前に出すという事」と答えている[43]。野沢が2010年に死去した際には、「薔薇座時代にはキツい思い出ばかりで楽しい思い出なんてひとつもない」と語る一方で、「芝居に対する情熱が凄く、その環境に自分が居られたのは本当にありがたいことだと思う」との感謝の意と「帰って来て下さい、早すぎます」とその早すぎる死を悔やんだ[44]。
- 声優業を始めるにあたってテレビアニメ『科学忍者隊ガッチャマン』の製作現場を見学した際、アフレコという作業が何なのか分からずに来て、退屈で居眠りをしたために顰蹙を買った。現場に入ってからも舞台と同じように動いていたため、なかなか足音やノイズを意識できず、南部博士役の大平透に「誰だ、音を立てているのは!」と激怒されたことがあり、特殊な演劇世界への入門に苦難が重なった。そんなシビアな立場を経験し、『ガッチャマン』のディレクターから『ドカベン』の岩鬼正美役のオーディションに誘われ合格した。「普通で考えれば、そばにいるようなキャラクターじゃない。底知れぬキャラクターで、怪物みたいなものでしょ。どうやったらいいか、慣れるまでかなり大変でした。プレッシャーがすごかった」と語っている。また、「実際は無理でしょうけど、岩鬼みたいに生きられたらいいなあ、と思いました。」と振り返り、「（声優として）吹っ切れた」と答えているのこと[41]。岩鬼役は同作のスタッフ間で7、8話まで「あれは岩鬼の声じゃない」とかなり揉めたが、前述の『ガッチャマン』の仕事を紹介したディレクターが「彼なら絶対に大丈夫。無難にやれる人もいるけど彼は上手くいけば120-150パーセントは出せる」とかばってくれたと後で知り、嬉しかったと語る[20]。マウンド上のシーンで「夏子はん、愛の一球や!」とアドリブで叫び、打席に入るシーンで「ここは一発逆転ホームランや!」とやはりアドリブで言った。

## 出演
太字はメインキャラクター。

### テレビアニメ
1972年
- 科学忍者隊ガッチャマン（1976年 - 1974年、隊員 、係員、アナウンサー、司令官、空軍隊長、隊長レッドインパルス・正木、ブラックバード隊長、ギャラクター隊員、ボーイ、アッシャム国首相 他）

1973年
- ゼロテスター（副キャプテン）

1974年
- 新造人間キャシャーン（ドクターロボ）
- てんとう虫の歌（シェフ）

1976年
- タイムボカン（海さち）
- ドカベン（1976年 - 1979年、岩鬼正美）
- ブロッカー軍団IVマシーンブラスター（石田巌介）
- ポールのミラクル大作戦（部下、スパナ、アベコベ人、隊員）
- ろぼっ子ビートン（作業員A）

1977年
- あしたへアタック!
- 一発貫太くん（キャプテン、土佐コーチ）
- 新・巨人の星
- 超電磁マシーン ボルテスV（1977年 - 1978年、大次郎）

1978年
- 家なき子
- 新エースをねらえ!
- 恐竜大戦争アイゼンボーグ（沢田二尉）
- 宝島
- 闘将ダイモス（1978年 - 1979年、鬼頭）
- 100万年地球の旅 バンダーブック
- 未来少年コナン
- ヤッターマン（重太郎）
- ルパン三世（第2作）（1978年 - 1980年）

1979年
- あしたの勇者たち（轟田）
- アニメーション紀行 マルコ・ポーロの冒険（クキ）
- 円卓の騎士物語 燃えろアーサー（1979年 - 1980年、ランスロット）
- 科学忍者隊ガッチャマンII（ウルフ）
- 機動戦士ガンダム（リード、スレッガー）
- サイボーグ009（1979年）（黒背広の男、マック、サンダー）
- シートン動物記 りすのバナー（コック）
- 日本名作童話シリーズ 赤い鳥のこころ（火照命）
- 野球狂の詩（平八郎、岩鬼）

1980年
- 宇宙戦士バルディオス（1980年 - 1981年、北斗雷太）
- 宇宙大帝ゴッドシグマ（1980年 - 1981年、吉良健作）
- 釣りキチ三平（三人組）
- 鉄腕アトム（第2作）（ダムダム、ヘラクレス、シーザー、キリー隊長）
- 伝説巨神イデオン（コボル、ハンニバル・ゲン）
- ニルスのふしぎな旅（1980年 - 1981年、漁師、ゴルゴ 他）
- ムーの白鯨（ランガン）
- 無敵ロボ トライダーG7（悪井）
- 燃えろアーサー 白馬の王子（ランスロット）

1981年
- 宇宙戦艦ヤマトIII（ゴルサコフ）
- うる星やつら（1981年 - 1986年、レイ、栗林三十郎、ウンババの鉄 他）
- 怪物くん（ゴルゲン、巻き毛、牙王ダイモン、ニセ怪物大王 / モンスター博士 他）
- じゃりン子チエ（ガタロの梅若、副団長）
- 太陽の牙ダグラム（ヴルドラン・ガルシア）
- Dr.スランプ アラレちゃん（1981年 - 1992年、スッパマン / 暗悪健太、ギャースカ大魔王、豆藤先生、ビスナ、町長 他） - 1シリーズ + 特別編2本
- ドラえもん（テレビ朝日版第1期）（1981年 - 1985年、ムク、男、アナウンサー、しごきロボット、千葉県一、マイティマン）
- 百獣王ゴライオン（青銅強）
- まいっちんぐマチコ先生（倉持）
- 名犬ジョリィ（ライネス）
- ワンワン三銃士（1981年 - 1982年、ポルトス）

1982年
- 科学救助隊テクノボイジャー（ジェームス、ヘンリー）
- さすがの猿飛（長官）
- 新竹取物語 1000年女王（番長の父）
- 太陽の子エステバン（ワイナ、カルメク）
- ダッシュ勝平（大熊、柔道部員、馬河先生）
- 忍者ハットリくん
- 魔境伝説アクロバンチ（ゲペウ）
- 六神合体ゴッドマーズ（カロッサ、サムソン）

1983年
- キャプテン翼（第1作）（小次郎の父）
- スプーンおばさん（ビヨンハルケン）
- 装甲騎兵ボトムズ（1983年 - 1984年、ブーン、ゴン・ヌー将軍、代表）
- プラレス3四郎（1983年 - 1984年、ガルシア）
- みゆき（中田先生）
- 未来警察ウラシマン（スティンガーウルフ）

1984年
- あした天気になあれ（火鳥）
- OKAWARI-BOY スターザンS（狩上エビルス）
- ガラスの仮面（映画監督）
- 機甲界ガリアン（ザバ）
- キャッツ・アイ
- The・かぼちゃワイン（庄助）
- 重戦機エルガイム（セムージュ・シャト、ボン・サーンス）
- 星銃士ビスマルク（ボブ）
- 特装機兵ドルバック（パピヨン）
- パーマン（市川、映画監督 他）
- 魔法の妖精ペルシャ（熊坂吾平）
- まんがどうして物語
- 北斗の拳（1984年 - 1987年、スペードJ、ダンテ、ガルフ、ショウキ） - 2シリーズ
- チックンタックン
- 牧場の少女カトリ（男A）
- よろしくメカドック（野呂清）
- らんぽう（早乙女先生）
- ルパン三世 PARTIII

1985年
- 蒼き流星SPTレイズナー（1985年 - 1986年、ジョブ、サム）
- おねがい!サミアどん
- オヨネコぶーにゃん（花千代 他）
- 三国志（夏侯惇）
- 昭和アホ草紙あかぬけ一番!（1985年 - 1986年、ヒカリキン）
- タッチ（キャプテン、校長、部長、沢井）
- ダーティペア（ゴールドジェフ）
- 超獣機神ダンクーガ（ゲラール）
- ハイスクール!奇面組（1985年 - 1987年、冷越豪）

1986年
- あんみつ姫（せんべい、ジュリー）
- 宇宙船サジタリウス（ケミカル）
- 機動戦士ガンダムΖΖ（ゲモン・バジャック、デザート・ロンメル）
- こんなこいるかな（ほぼ全てのキャラクター、ナレーション）
- ドテラマン（シゴ鬼）
- ドラゴンボール（1986年 - 1989年、シュウ、オニ、主人、牛乳屋、ホワイト、タコ、スッパマン、虎）
- プロゴルファー猿（ゴルファーB、ウィリー）

1987年
- 赤い光弾ジリオン（ボルサリーノ）
- アニメ三銃士（トレビル）
- アニメ80日間世界一周（サリバン頭取）
- ウルトラB（戸坂の父）
- 仮面の忍者 赤影（1987年 - 1988年、白影、ナレーター、ガマ法師）
- 機甲戦記ドラグナー（隊長）
- グリム名作劇場（1987年 - 1988年、おおかみ、長男、悪魔）
- シティーハンター（1987年 - 1999年、海坊主） - 4シリーズ + 特別編3作品
- 聖闘士星矢（1987年 - 1989年、アルデバラン）
- トランスフォーマー ザ☆ヘッドマスターズ（コンボイ）
- のらくろクン（1987年 - 1988年、木下圭介）
- Bugってハニー
- ビックリマン（1987年 - 1988年、魔僧弁慶、魔震、魔スターP）

1988年
- 美味しんぼ（アマル・ジャルー）
- おそ松くん（1988年）（ゴン太）
- 魁!!男塾（猪山）
- 新グリム名作劇場（古狐）
- 闘将!!拉麵男（ブロディ）
- ついでにとんちんかん（東郷十三〈初代〉）
- 鉄拳チンミ（青龍団親分）
- 魔神英雄伝ワタル（1988年 - 1989年、龍神丸 / 龍王丸）
- ミスター味っ子（1988年 - 1989年、味船敏八）
- 名門!第三野球部（海堂タケシ）

1989年
- 青いブリンク（フリスビー）
- 機動警察パトレイバー（高畑）
- ジャングル大帝（新）（ブブ）
- それいけ!アンパンマン（1989年 - 2021年、すなおとこ、ナンカ・ヘンダー、ヌラ、セニョール・タコス、右大臣〈5代目〉、くらやみまん〈2代目〉）
- ダッシュ!四駆郎（戸田弾駆郎）
- パラソルヘンべえ（ゴリ太）
- ピーターパンの冒険（アルフ・メンソン、ダーリング）
- 藤子・F・不二雄アニメスペシャル SFアドベンチャー T・Pぼん（ゲイラ）

1990年
- 江戸っ子ボーイ がってん太助（ダース弁慶）
- NG騎士ラムネ&40（ロース）
- からくり剣豪伝ムサシロード（サイゴー）
- 昆虫物語 みなしごハッチ（スズメバチの隊長）
- 楽しいムーミン一家（1990年 - 1991年、飛行オニ）
- それいけ!アンパンマン みなみの海をすくえ!（ヌラ）
- 魔神英雄伝ワタル2（1990年 - 1991年、新星龍神丸 / 龍星丸、バンハル、ゴーキントン、ヤジの実、画家）

1991年
- OH!MYコンブ（テーウチ・ソバット）
- おちゃめなふたご クレア学院物語（ウエントワース氏）
- おにいさまへ…（辺見武彦）
- おぼっちゃまくん（中村主将）
- 緊急発進セイバーキッズ（ヘイハチ警部）
- きんぎょ注意報!（ドクター大橋〈初代〉）
- 絶対無敵ライジンオー（成り金男、レオニの父、オドール）
- 21エモン（1991年 - 1992年、スカンレー）
- 人魚姫マリーナの冒険（ダッドリー）
- 炎の闘球児 ドッジ弾平（1991年 - 1992年、一撃弾十郎）
- 魔法のプリンセス ミンキーモモ（社長）
- 満ちてくる時のむこうに（タイラー）
- 笑ゥせぇるすまん（男、作業員）

1992年
- お〜い!竜馬（西郷吉之助、日根野弁治）
- クッキングパパ（1992年 - 1995年、荒岩一味）
- クレヨンしんちゃん（1992年 - 、アクション仮面 / 郷剛太郎、オカマ、CMの声、男性評論家、用心棒、店員）
- スーパーヅガン（ババプロ）
- 超電動ロボ 鉄人28号FX（ビッグ）
- 伝説の勇者ダ・ガーン（ヘンリー卿）
- 南国少年パプワくん（1992年 - 1993年、イトウくん）
- フランダースの犬 ぼくのパトラッシュ（コゼツ）

1993年
- 恐竜惑星（ハル）
- 剣勇伝説YAIBA（ゴリラ / ゴリラ男）
- 疾風!アイアンリーガー（1993年 - 1994年、エドモンド銀城、ナレーション）
- 幽☆遊☆白書（1993年 - 1994年、戸愚呂〈弟〉）

1994年
- 機動武闘伝Gガンダム（ラセツ・ダガッツ）
- 銀河戦国群雄伝ライ（骸羅）
- SAMURAI SPIRITS 〜破天降魔の章〜（王虎）
- 覇王大系リューナイト（ガイル）
- 魔法騎士レイアース（セレス）
- モンタナ・ジョーンズ（ヘルナンセン）
- レッドバロン（シュワルビネガー）

1995年
- アニメ世界の童話（狼）
- 黄金勇者ゴルドラン（ソドラ王）
- 怪盗セイント・テール（熊山）
- ストリートファイターII V（ガイル）
- 忍たま乱太郎（駄礼田郎〈初代〉）
- 爆れつハンター（タルトレット伯爵）
- ヤンボウ ニンボウ トンボウ（トラの隊長）

1996年
- 怪盗セイント・テール（熊山）
- ゲゲゲの鬼太郎（第4作）（ほうこう）
- 天空のエスカフローネ（バルガス）
- 超者ライディーン（ゴッドライディーン、ダニー天賀井）
- ドラゴンボールGT（シュウ）
- 爆走兄弟レッツ&ゴー!!（三国菊乃丞）
- バケツでごはん（ロン）
- みどりのマキバオー（カスケード）
- 名探偵コナン（中道和志）

1997年
- 剣風伝奇ベルセルク（1997年 - 1998年、アドン）
- 深海伝説MEREMANOID（ファーザー）
- 超魔神英雄伝ワタル（1997年 - 1998年、龍神丸、まん、古の龍神丸）
- 手塚治虫の旧約聖書物語（モーセ）
- ネクスト戦記EHRGEIZ（ガルブレイズ）
- 白鯨伝説（ムラト）
- 爆走兄弟レッツ&ゴー!!WGP（三国菊之丞）
- HAUNTEDじゃんくしょん（熊先生）
- マッハGoGoGo（アーロン）

1998年
- AWOL -Absent Without Leave-（ジム・ハイアット）
- EAT-MAN'98（男、グラント大統領）
- 太陽の子エステバン（BS版）（ゴメス司令官）
- はれときどきぶた（キャプテン）
- Bビーダマン爆外伝（1998年 - 1999年、ゴールデンボン / ダークボン、しょうぐんボン） - 2シリーズ
- LEGEND OF BASARA（角じい）

1999年
- イッパツ危機娘（ナレーション）
- カウボーイビバップ（ドミノ・ウォーカー）
- 下級生（エルフ版）（定岡）
- THE ビッグオー（1999年 - 2003年、ダン・ダストン） - 2シリーズ
- GTO（五十嵐功一）
- 爆球連発!!スーパービーダマン（戸坂玉四、ナレーション）

2000年
- サイバーシックス（ルーカス・アマト）
- 週刊ストーリーランド（2000年 - 2001年、殺し屋、安川一郎、医師、川島祐司、松平オーナー）
- ベイビーフィリックス（ブル）

2001年
- ジャングルはいつもハレのちグゥ（長老）
- Z.O.E Dolores, i（ジェイムズ・リンクス）
- 地球少女アルジュナ（鬼塚）
- ナジカ電撃作戦（キースリング）
- まほろまてぃっく（2001年 - 2009年、近衛優一郎、首領） - 2シリーズ + 特別編
- RAVE（キング）

2002年
- 爆闘宣言ダイガンダー（シュワチャンTM）
- ぷちぷり*ユーシィ（ダグラス）

2003年
- WOLF'S RAIN（海獣）
- 京極夏彦 巷説百物語（良順）
- 金色のガッシュベル!!（ダルタニアン教授）
- NARUTO -ナルト-（九尾の狐）
- 無限戦記ポトリス（ライナス）

2004年
- アガサ・クリスティーの名探偵ポワロとマープル（ケルビン）
- トランスフォーマー スーパーリンク（プライマス）
- ブラック・ジャック（僧侶）
- 焼きたて!!ジャぱん（模糊山剛）

2005年
- アークエとガッチンポーてんこもり（ジャングル・ジャンボ・ブリブリ）
- エンジェル・ハート（海坊主）
- ギャラリーフェイク（ピエトロ）
- 戦国英雄伝説 新釈 眞田十勇士 The Animation（三好晴海入道）
- スーパーオイル（スーパーオイル / ニシ）
- 闘牌伝説アカギ 〜闇に舞い降りた天才〜（安岡）
- トランスフォーマー ギャラクシーフォース（プライマス）
- 雪の女王（ヴィロム）

2006年
- おろしたてミュージカル 練馬大根ブラザーズ（プロダクション社長）
- 史上最強の弟子ケンイチ（馬槍月）
- すもももももも〜地上最強のヨメ〜（犬塚雲軒）
- 内閣権力犯罪強制取締官 財前丈太郎（内山剛司）
- 働きマン（森山）
- まじめにふまじめ かいけつゾロリ（アルジャン国王）
- ルパン三世 セブンデイズ・ラプソディ（副社長）

2007年
- 機神大戦ギガンティック・フォーミュラ（ザイオン・オルドリッジ）
- 銀魂（2007年 - 2018年、屁怒絽 / ヘドラ、屁怒絽父、屁怒絽母、屁怒絽チビ、屁怒絽二郎、屁怒絽三郎、屁怒絽四郎、屁怒絽五郎） - 3シリーズ
- 瀬戸の花嫁（ルナパパ）
- デルトラクエスト（ゴール）
- 天元突破グレンラガン（シャク村長）
- NARUTO -ナルト- 疾風伝（九喇嘛〈九尾の狐〉）

2008年
- カイバ（ナレーション、ダダ、宮殿の声）
- キャシャーン Sins（バラシン）
- ケロロ軍曹（トイレ司令）
- ゴルゴ13（イギーリ・ソルベノ）
- テイルズ オブ ジ アビス（黒獅子ラルゴ）
- テレパシー少女 蘭（吉兵衛）
- ねぎぼうずのあさたろう（六角棒のうど丸）

2009年
- 真マジンガー 衝撃!Z編 on television（クロス、ナレーション）
- 戦国BASARA（2009年 - 2014年、武田信玄） - 3シリーズ
- ドラえもん（テレビ朝日版第2期）（2009年 - 2018年、デンジャ、サブ、町長）

2010年
- パンティ&ストッキングwithガーターベルト（オスティマス）
- HEROMAN（ブライアン）
- ルパン三世 the Last Job（アンドレ）

2011年
- スティッチ! 〜ずっと最高のトモダチ〜（エース）
- ダンタリアンの書架（メルガル伯爵）
- 日常（兵士6番）
- よんでますよ、アザゼルさん。（2011年 - 2013年、モロク） - 2シリーズ

2012年
- エリアの騎士（櫻田忍）
- キングダム（2012年 - 2024年、呂不韋） - 5シリーズ
- スマイルプリキュア!（2012年 - 2013年、ピエーロ）
- NARUTO -ナルト- SD ロック・リーの青春フルパワー忍伝（九尾の狐）
- へうげもの（島左近）

2013年
- 宇宙戦艦ヤマト2199（芹沢虎鉄）
- オー！ジーザス（ボロン・マルコス） - 青山ワンセグ開発エントリー作品
- PSYCHO-PASS サイコパス（菅巻宣昭）
- 這いよれ! ニャル子さんW（ボスミ＝ゴ）

2014年
- 俺、ツインテールになります。（リザドギルディ）
- さばげぶっ!（ナレーション、店長）
- ジョジョの奇妙な冒険 スターダストクルセイダース（偽キャプテン・テニール）
- ソードアート・オンラインII（トール）
- 東京ESP（仏田）
- 団地ともお（手延べ）
- パックワールド（パッキネーター）
- Fate/kaleid liner プリズマ☆イリヤ シリーズ（2014年 - 2015年、オーギュスト） - 2シリーズ
- ブラック・ブレット（我堂長政）
- 鬼灯の冷徹（2014年 - 2018年、サタン） - 2シリーズ
- 神撃のバハムート GENESIS（シャリオス13世）

2015年
- 俺がお嬢様学校に「庶民サンプル」としてゲッツされた件（武宮）
- 俺物語!!（剛田豊）
- キュートランスフォーマー さらなる人気者への道（荒岩一味）
- 境界のRINNE（2015年 - 2017年、ナレーション） - 3シリーズ
- 新妹魔王の契約者 BURST（ラムサス）
- デス・パレード（オクルス）
- ドラゴンボール超（2015年 - 2017年、シュウ）
- FAIRY TAIL（2015年 - 2019年、ウォーロッド・シーケン） - 2シリーズ
- ワンパンマン（2015年 - 2019年、メタルナイト） - 2シリーズ

2016年
- アルスラーン戦記 風塵乱舞（トクトミシュ）
- ジョーカー・ゲーム（武藤大佐）
- タブー・タトゥー（サンダース）
- なめこ〜せかいのともだち〜（マッスルなめこ）
- ファンタシースターオンライン2 ジ アニメーション（SORO）
- プリパラ（おじいさん）
- ONE PIECE（2016年 - 、カイドウ）

2017年
- 幼女戦記（ルーデルドルフ）
- 3月のライオン（2017年 - 2018年、神宮寺崇徳） - 2シリーズ
- 霊剣山 叡智への資格（ナレーション、葉初塵）
- AKIBA'S TRIP -THE ANIMATION-（店長）
- 笑ゥせぇるすまんNEW（喪黒福造）
- まけるな!!あくのぐんだん!（ドン様、ドン母）
- リトルウィッチアカデミア（首相）
- THE REFLECTION（アーロン・アーバイン、コンピューター〈アーロン〉）
- プリンセス・プリンシパル（ベアトリス〈変声時〉）
- ざんねんないきもの事典（ナレーション）
- BORUTO-ボルト- NARUTO NEXT GENERATIONS（2017年 - 、九喇嘛）
- 異世界はスマートフォンとともに。（徳川家泰）
- 賭ケグルイ（豆生田父）
- フューチャーカード バディファイトX（パパパンダ / セイントグローリーソード・ドラゴン）

2018年
- 三ツ星カラーズ（おやじ）
- ダーリン・イン・ザ・フランキス（主席）
- バジリスク 〜桜花忍法帖〜（徳川家康）
- ポプテピピック（2018年 - 2021年、ポプ子〈第4話Bパート / 再放送・リミックス版第2話Bパート〉）
- テレビ野郎 ナナーナ（2018年 - 2020年、七口、サルオカ） - 3シリーズ
- フルメタル・パニック! Invisible Victory（ナムサク警察署長）
- オーバーロードIII（ニューロニスト・ペインキル）
- 重神機パンドーラ（ケイン・イブラヒーム・ハサン〈代役〉）
- 学園BASARA（武田信玄）
- ガイコツ書店員 本田さん（ブッタヘッド次長）
- ユリシーズ ジャンヌ・ダルクと錬金の騎士（赤髭のジャン）
- DOUBLE DECKER! ダグ&キリル（クーパー）
- 中間管理録トネガワ（信濃川）

2019年
- えんどろ〜!（魔王 / まおう）
- 聖闘士星矢 セインティア翔（牡牛座のアルデバラン）
- 勇気の花がひらくとき やなせたかしとアンパンマンの物語（伯父さん / 伯父）
- デュエル・マスターズ!（鉄ケツ）
- 異世界かるてっと（2019年 - 2020年、ルーデルドルフ） - 2シリーズ
- ジモトがジャパン（2019年 - 2020年、菊池益荒男、ウイルス、シティーレックス、ラグビー部員たち、マスラオ地底人）
- 消滅都市（カイバラ）
- ブンボーグ009（ブンボーグ005）
- ダンベル何キロ持てる?（ナレーション、ハーンノルド・ドゲゲンチョネッガー）
- からかい上手の高木さん（2019年 - 2022年、ダンディ） - 2シリーズ
- 胡蝶綺 〜若き信長〜（斎藤道三）
- キラッとプリ☆チャン（ケンジントン）

2020年
- 群れなせ!シートン学園（寺野先生〈寺野ギガス〉、ナレーション）
- 織田シナモン信長（武田ラッキー信玄） - 「犬田哲章」名義
- 痛いのは嫌なので防御力に極振りしたいと思います。（2020年 - 2023年、管理者A、アース） - 2シリーズ
- 地縛少年花子くん（ハリセンボン）
- のりものまん モービルランドのカークン（2020年 - 2022年、おやっさん）
- 邪神ちゃんドロップキック'（皇帝）
- 異常生物見聞録（イザックス）
- ストライクウィッチーズ ROAD to BERLIN（ジェラルド・S・パットン）
- 魔王城でおやすみ（わるもくじん）

2021年
- おそ松さん（社長）
- 七つの大罪 憤怒の審判（魔神王）
- ドラゴン、家を買う。（レティ父）
- 100万の命の上に俺は立っている（ゲームマスター）

2022年
- 平家物語（平清盛）
- サマータイムレンダ（小舟アラン）
- ドラゴンクエスト ダイの大冒険 (2020)（マキシマム）
- デジモンゴーストゲーム（アシュラモン怒り）
- 恋愛フロップス（サンダース大佐）
- 異世界おじさん（田淵先生）

2023年
- あやかしトライアングル（シロガネ、ナレーション）
- とんでもスキルで異世界放浪メシ（王様）
- 転生王女と天才令嬢の魔法革命（ドラゴン）
- THE MARGINAL SERVICE（ブルース・ギルマン）
- うる星やつら (2022)（CAO-2）
- アリス・ギア・アイギス Expansion（隊長）
- Lv1魔王とワンルーム勇者（ジョージ）
- め組の大吾 救国のオレンジ（2023年 - 2024年、高橋勇）
- 冒険大陸 アニアキングダム（マンモース）

2024年
- 姫様“拷問”の時間です（魔王）
- 佐々木とピーちゃん（セバスチャン）
- 戦国妖狐（大岩長老） - 2シリーズ
- ラグナクリムゾン（太陽の聖者）
- 怪獣8号（2024年 - 2025年、四ノ宮功） - 2シリーズ
- ワンルーム、日当たり普通、天使つき。（猫）
- 新米オッサン冒険者、最強パーティに死ぬほど鍛えられて無敵になる。（ナレーション、ラインハルト・ブロンズレオ）
- 異世界失格（サイベリアン）
- 結婚するって、本当ですか（大原耕一）

2025年
- 全修。（竜崎）
- ニャイト・オブ・ザ・リビングキャット（翻訳機）

### 劇場アニメ
1980年
- がんばれ!! タブチくん!! 初笑い第3弾 あゝツッパリ人生

1981年
- 劇場版 宇宙戦士バルディオス（北斗雷太）
- 怪物くん 怪物ランドへの招待（戦怪族隊長）
- Dr.スランプ アラレちゃん ハロー!不思議島（スッパマン）

1982年
- 機動戦士ガンダムIII めぐりあい宇宙篇（ドズル）
- 戦国魔神ゴーショーグン（CMナレーター）
- 伝説巨神イデオン（1982年、ユウキ博士、兵士） - 2作品
- Dr.SLUMP “ほよよ!”宇宙大冒険（スッパマン）
- FUTURE WAR 198X年

1983年
- うる星やつら（1983年 - 1991年、レイ） - 4作品
- チョロQダグラム
- Dr.スランプ アラレちゃん ほよよ!世界一周大レース（スッパマン）

1984年
- うる星やつら2 ビューティフル・ドリーマー
- Dr.スランプ アラレちゃん ほよよ!ナナバ城の秘宝（暗悪健太）
- ドラえもん のび太の魔界大冒険（悪魔A）
- 名探偵ホームズ 海底の財宝の巻（レストラント警部）

1985年
- オーディーン 光子帆船スターライト（ベルゲル）
- Dr.スランプ アラレちゃん ほよよ!夢の都メカポリス

1986年
- GREY デジタル・ターゲット（ホーク）
- 11人いる!（ガニガス・ガグトス）
- タッチ 背番号のないエース（部長）
- ハイスクール!奇面組（冷越豪）
- プロジェクトA子（謎の人物D）

1987年
- タッチ3 君が通り過ぎたあとに（校長）

1988年
- AKIRA（竜）
- 機動戦士SDガンダム（ゲモン）
- 県立海空高校野球部員山下たろーくん（辰巳）
- 魁!!男塾（ビル・ホワイト）
- 聖闘士星矢 神々の熱き戦い（ルング）
- ドラゴンボール 摩訶不思議大冒険（シュウ）
- はれときどきぶた（お父さん）

1989年
- ヴイナス戦記（シムス）
- シティーハンター（1989年 - 2023年、海坊主） - 5作品
- それいけ!アンパンマン キラキラ星の涙（砂男）
- NEMO/ニモ（パパ）

1990年
- 海だ!船出だ!にこにこぷん（ごろんざ）
- ヘヴィ（ドン・ベイリー）
- 本気!（平河内公平）
- MAROKO 麿子（室戸文明 / 四方田犬麿）

1991年
- ふしぎの海のナディア 劇場用オリジナル版（新聞社編集長）

1992年
- 機動戦士ガンダム0083 ジオンの残光（ケリィ・レズナー）

1993年
- クレヨンしんちゃん アクション仮面VSハイグレ魔王（アクション仮面）
- ドラゴンボールZ 銀河ギリギリ!!ぶっちぎりの凄い奴（ボージャック）
- ぼのぼの（ヒグマの大将）
- ろくでなしBLUES 1993（井岡）

1995年
- クレヨンしんちゃん 雲黒斎の野望（珠死朗）
- GHOST IN THE SHELL / 攻殻機動隊（中村公安6課部長）
- スレイヤーズ（ジョイロック）
- ドラゴンボールZ 復活のフュージョン!!悟空とベジータ（ジャネンバ）

1996年
- クレヨンしんちゃん ヘンダーランドの大冒険（アクション仮面）
- トイレの花子さん（岩山岩男先生）

1997年
- それいけ!アンパンマン 虹のピラミッド（あめふりおに、すなおとこ）
- 爆走兄弟レッツ&ゴー!!WGP 暴走ミニ四駆大追跡!（ジャコブ）

1998年
- 機動戦士ガンダム 第08MS小隊 ミラーズ・リポート（テリー・サンダースJr.）
- クレヨンしんちゃん 電撃!ブタのヒヅメ大作戦（筋肉）
- 劇場版ポケットモンスター ミュウツーの逆襲（カメックス）

1999年
- 金田一少年の事件簿2 殺戮のディープブルー（斉藤〈テロリスト〉）
- クレしんパラダイス! メイド・イン・埼玉（アクション仮面）
- クレヨンしんちゃん 爆発!温泉わくわく大決戦（戦車隊隊長）
- 小さな巨人 ミクロマン 大激戦!ミクロマンVS最強戦士ゴルゴン（ゴルゴン）
- ドラえもん のび太の宇宙漂流記（ゴロゴロ）

2000年
- 機動戦士ガンダム 特別版（ドズル・ザビ）
- 機動戦士ガンダムIII めぐりあい宇宙編 特別版（ドズル・ザビ）
- エスカフローネ（竜王）
- クレヨンしんちゃん 嵐を呼ぶジャングル（アクション仮面）
- それいけ!アンパンマン 人魚姫のなみだ（ヌラ）

2001年
- いのちの地球 ダイオキシンの夏（カーロ市長）
- ONE PIECE ねじまき島の冒険（ベアキング）

2002年
- ギルステイン（オオハシ）
- クレヨンしんちゃん 嵐を呼ぶ アッパレ!戦国大合戦（隼人佐）
- 夢かける高原 清里の父 ポール・ラッシュ（ポール・ラッシュ）

2003年
- クレヨンしんちゃん 嵐を呼ぶ 栄光のヤキニクロード（アクション仮面）

2004年
- クレヨンしんちゃん 嵐を呼ぶ!夕陽のカスカベボーイズ（保安隊隊長）
- 劇場版 とっとこハム太郎 はむはむぱらだいちゅ! ハム太郎とふしぎのオニの絵本塔（オニハムキング）

2005年
- クレヨンしんちゃん 伝説を呼ぶブリブリ 3分ポッキリ大進撃（アクション仮面）
- 劇場版デュエル・マスターズ 闇の城の魔龍凰（アガメムノン）

2007年
- 河童のクゥと夏休み（ディレクター）
- クレヨンしんちゃん 嵐を呼ぶ 歌うケツだけ爆弾!（ケツだけ艦長、アクション仮面）

2008年
- クレヨンしんちゃん ちょー嵐を呼ぶ 金矛の勇者（アクション仮面）
- GHOST IN THE SHELL / 攻殻機動隊2.0（中村公安6課部長）
- 真救世主伝説 北斗の拳 ZERO ケンシロウ伝（グルマ）
- それいけ!アンパンマン 妖精リンリンのひみつ（すなおとこ）

2010年
- クレヨンしんちゃん 超時空!嵐を呼ぶオラの花嫁（アクション仮面）
- 劇場版メタルファイト ベイブレードVS太陽 灼熱の侵略者ソルブレイズ（バキム）
- 昆虫物語 みつばちハッチ〜勇気のメロディ〜（アメンボロ兄弟、バッチーノ）

2011年
- 映画 スイートプリキュア♪ とりもどせ! 心がつなぐ奇跡のメロディ♪（ハウリング）
- クレヨンしんちゃん 嵐を呼ぶ黄金のスパイ大作戦（アクション仮面）
- 劇場版 戦国BASARA -The Last Party-（武田信玄）
- 手塚治虫のブッダ -赤い砂漠よ！美しく-（ブダイ将軍）

2012年
- アシュラ（地頭）
- ROAD TO NINJA -NARUTO THE MOVIE-（九尾の妖狐）

2013年
- クレヨンしんちゃん バカうまっ!B級グルメサバイバル!!（アクション仮面）
- デス・ビリヤード（オクルス）
- ドラゴンボールZ 神と神（シュウ）
- BAYONETTA BLOODYFATE（ロダン）

2014年
- THE LAST -NARUTO THE MOVIE-（九喇嘛）

2015年
- アップルシード アルファ（双角）
- ドラゴンボールZ 復活の「F」（シュウ）
- BORUTO -NARUTO THE MOVIE-（九喇嘛）

2016年
- それいけ!アンパンマン おもちゃの星のナンダとルンダ（すなおとこ）
- プリパラ（2016年 - 2017年、ふわりのおじいさん、ナレーション） - 2作品

2019年
- 劇場版 幼女戦記（クルト・フォン・ルーデルドルフ）
- バースデー・ワンダーランド（裁判長のデブ猫）

2020年
- クレヨンしんちゃん 激突! ラクガキングダムとほぼ四人の勇者（鬼軍曹）

2022年
- 鹿の王 ユナと約束の旅（アカファ王）
- 映画ドラえもん のび太の宇宙小戦争 2021（ゲンブ）
- クレヨンしんちゃん もののけニンジャ珍風伝（アクション仮面）
- 映画ざんねんないきもの事典（ディプロ、アナグマの父さん、ナレーション）

2024年
- 映画おしりたんてい なんでもかいけつ倶楽部 対 かいとうU（ようほうか）
- i☆Ris the Movie - Full Energy!! -（番長リス）
- 範馬刃牙VSケンガンアシュラ（黒木玄斎）

時期未定
- ククリレイジュ -三星堆伝奇-（シーアルガン）

### OVA
1983年
- ダロス（ドグ・マッコイ）

1984年
- マイティ・オーボッツ（トー、ナレーター）

1985年
- エリア88（ボリス）
- GREED（バグダ）

1986年
- うる星やつら アイム THE 終ちゃん
- 機甲界ガリアン 大地の章（ザバ）
- 傷追い人（チーフ）
- 県立地球防衛軍（武井助久保）
- 戦え!超ロボット生命体トランスフォーマー スクランブルシティ発動編（コンボイ）
- 超獣機神ダンクーガ 失われた者たちへの鎮魂歌（ゲラール）
- バイオレンスジャック ハーレムボンバー（バイオレンスジャック）
- 炎トリッパー（赤馬）

1987年
- うる星やつら 夢の仕掛人、因幡くん登場! ラムの未来はどうなるっちゃ!?（レイ）
- 学園特捜ヒカルオン（五味狂介、ナレーション）
- Good Morning アルテア（ニコライ）
- サーキット・エンジェル（永瀬雷太）
- たいまんぶるうす 清水直人編（横田）
- デビルマン誕生編（木刀政）
- TO-Y（桃元郷）
- 火の鳥・宇宙編（城之内隊長）
- プロジェクトA子2 大徳寺財閥の陰謀（D）
- 魔龍戦紀（比勇恭一）
- LILY-C.A.T.（モーガン）

1988年
- 宇宙家族カールビンソン（おとうさん）
- エースをねらえ!2（桂大悟）
- 機動戦士SDガンダム（ゲモン、ズサ、ズゴック）
- 神州魑魅変（徳川綱吉〈魔人〉、内藤帯刀）
- 日本のおばけ話「絵からとびだしたねこ」（ねずみ）
- 秘伝忍法帳 白獅子五番勝負 五重島の戦い（雷王白獅子）
- バルテュス ティアの輝き（モーロック）※18禁作品
- 吸血姫美夕（医師、鎧怪人）
- プロジェクトA子3 シンデレラ・ラプソディ（結城桂〈K君〉、D）
- 冥王計画ゼオライマー（祇鎗）
- 竜世紀（相良匡）

1989年
- 紅い牙 ブルー・ソネット（桐生仁）
- イース（ドギ、ナレーター）
- うる星やつら 月に吠える（レイ）
- うる星やつら ハートをつかめ（レイ）
- エクスプローラーウーマン・レイ（ヘッドリーダー）
- 極黒の翼バルキサス（荒くれB）
- 銀河英雄伝説（カール・グスタフ・ケンプ）
- 九鬼谷温泉艶笑騒動譚 まんだら屋の良太（大山良太）
- 御先祖様万々歳!（室戸文明 / 四方田犬麿）
- ザ・ボーグマン ラストバトル（ジュダ・ハッサン）
- 手天童子（護鬼）
- 聖獣機サイガード -CYBERNETICS・GUARDIAN-（シャーク隊隊長、コンピューターの声）
- 敵は海賊〜猫たちの饗宴〜（ラック・ジュビリー）
- プロジェクトA子 完結篇（D、結城桂）
- 真魔神英雄伝ワタル 魔神山編（龍神丸）
- 力王 RIKI-OH 等括地獄（鳴海）
- レイナ剣狼伝説III（バルトゥン）

1990年
- A-Ko The VS / BLUE SIDE（結城桂）
- A.D.POLICE（アーネスト・ダイオーク）
- エンゼルコップ（戸川）
- 押忍!!空手部（1990年 - 1992年、高木義志） - 4作品
- ガッデム（シン）
- 元祖SDガンダム G-ARMS緊急出動（コマンドガンダム、ナレーション）
- 孔雀王（王仁丸）
- 電脳都市OEDO808（ゴーグル〈蛾眉丸力也〉）
- THE八犬伝（犬田小文悟）
- しあわせのかたち（軍隊長、エイト、ジャグ）
- 修羅之介斬魔劍 死鎌紋の男（魔狼次）
- 戦国武将列伝 爆風童子ヒッサツマン（織田信長）
- ソル・ビアンカ（メラニオン）
- CBキャラ 永井豪ワールド（ブロッケン伯爵）
- B・B（乙戸誠）
- ぽこぽんのゆかいな西遊記（竜魔王）
- 緑山高校 甲子園編（犬島雅美）

1991年
- IZUMO（オオスクネ）
- ウィザードリィ（ホークウィンド）
- 江口寿史の寿五郎ショウ（黒木源太郎、キリシマ）
- 俺の空 刑事篇（田村刑事）
- 機動戦士ガンダム0083 STARDUST MEMORY（ケリィ・レズナー）
- けっこう仮面（朱悪津ネガ太郎）
- ジャングルウォーズ（ジャングルパパ）
- 聖伝-RG VEDA-（広目天）
- 創竜伝（1991年 - 1993年、蜃海三郎）
- 超人ロック 新世界戦隊編（エノ）
- 炎の転校生（伊吹三郎）
- 迷走王ボーダー 社会復帰編（ナレーション）
- ロードス島戦記（ジェブラ）

1992年
- 紅いハヤテ（ナレーター、天童武明）
- あばしり一家（亜馬尻直次郎）
- イース 天空の神殿〜アドル・クリスティンの冒険〜（ドギ / ナレーター）
- けろけろけろっぴの友だちっていいな（ケロピョンのお父さん）
- 甲竜伝説ヴィルガスト（ナレーション）
- 湘南爆走族（茂岡義重）
- D-1 DEVASTATOR（ジョイムズ・エティマン）
- BASTARD!! -暗黒の破壊神-（1992年 - 1993年、ニンジャマスター・ガラ）
- よいこのたのしいクリスマス（大クマ）

1993年
- 今日から俺は!!（ナレーション、ヤクザ）
- BADBOYS（1993年 - 1998年、段野秀典） - 5作品
- ブラック・ジャック（クルーズ将軍）
- 魔神英雄伝ワタル 終わりなき時の物語（1993年 - 1994年、龍神丸）

1994年
- おたくの星座（ドムール三兄弟、ライブハウス店主）
- けろけろけろっぴの空をとべたら（トーボおじさん）
- コズミック・ファンタジー 銀河女豹の罠（トキダ長官）
- 疾風!アイアンリーガー 銀光の旗の下に（1994年 - 1995年、エドモンド銀城）
- 同級生 夏の終わりに（マスター）
- 南国少年パプワくん 星降る夜に会いましょう（イトウくん）
- ワイルド7（ヘボピー）

1996年
- ウルトラマン超闘士激伝（ウルトラの父）
- 機動戦士ガンダム 第08MS小隊（テリー・サンダースJr.）
- 新破裏拳ポリマー（ノーヴァ）
- BLUE SEED2（マーチン・タチバナ）

1997年
- 旭日の艦隊（大石蔵良）
- サクラ大戦 桜華絢爛（西郷似の男）
- レイアース（セレス）

1998年
- 銀河英雄伝説外伝 千億の星、千億の光（カール・グスタフ・ケンプ）
- ゴルゴ13〜QUEEN BEE〜（ゴルゴ13）
- ダイノゾーン（ダイノブラキオ、ダイモンリューグ）
- 魔界転生地獄編（柳生十兵衛）

1999年
- 快刀乱麻 THE ANIMATION（楯岡鉄舟斎）
- ヒマラヤの光の王国（シンハ）

2000年
- 覚悟のススメ（葉隠朧）※まんがビデオシリーズ版
- 黒の断章 第三章 Mystery of Necronomicom（ビル）
- 名探偵コナン コナンvsキッドvsヤイバ 宝刀争奪大決戦!!（峰雷蔵）

2002年
- 紺碧の艦隊（大石蔵良）
- ジャングルはいつもハレのちグゥ デラックス（ボーア〈長老〉）
- マジンカイザー（預言者）

2003年
- 南国少年パプワくん2（イトウくん）

2004年
- 王ドロボウJING in Seventh Heaven3（メダルド）
- 新ゲッターロボ（多聞天）
- テイルズ オブ ファンタジア THE ANIMATION（マルス）

2007年
- 聖闘士星矢 冥王ハーデス編（2007年 - 2008年、アルデバラン） - 2作品

2008年
- やなせたかしメルヘン劇場 キラキラ（キラキラ）
- ストリートファイターIV〜新たなる絆〜（トラック運転手）
- 瀬戸の花嫁OVA（ルナパパ）
- HELLSING（ジャッカルの精）

2009年
- 珍遊記 -太郎とゆかいな仲間たち-（山田太郎〈変身前〉）

2010年
- ムダヅモ無き改革 -The Legend of KOIZUMI-（パパ・ブッシュ）
- よんでますよ、アザゼルさん。（モロク）※コミックス第4巻限定版付属DVD

2017年
- 宇宙戦艦ヤマト2202 愛の戦士たち（芹沢虎鉄）

2019年
- Fate/kaleid liner Prisma☆Illya プリズマ☆ファンタズム（オーギュスト）
- Re:ゼロから始める異世界生活 氷結の絆（メラクェラ）

### Webアニメ
2001年
- i-wish you were here-（工藤甫）

2008年
- 暗黒キャット（ゴールドマン議員）

2013年
- 四百二十連敗ガール（PVナレーション）

2015年
- 聖闘士星矢 黄金魂 -soul of gold-（牡牛座 アルデバラン）
- ニンジャスレイヤー フロムアニメイシヨン（クローンヤクザ）

2016年
- クレヨンしんちゃん外伝 おもちゃウォーズ（アクション仮面）

2017年
- たまぽんず（シロクマ会長）

2019年
- ファイトリーグ ギア・ガジェット・ジェネレーターズ（ジェネラル・バイス）
- ケンガンアシュラ（黒木玄斎）

2020年
- 魔神英雄伝ワタル 七魂の龍神丸（龍神丸）
- スーパードラゴンボールヒーローズ 宇宙創成編プロモーションアニメ（ボージャック、ジャネンバ）

2021年
- 幼女社長（須田丹龍斎）
- 暗黒家族 ワラビさん（丘田林平）
- 範馬刃牙（サマン）

2024年
- SAND LAND: THE SERIES（ブレッド）
- 餓狼伝: The Way of the Lone Wolf（泉宗一郎）
- BEASTARS FINAL SEASON（サグワン）

2025年
- どこでもマキバオー（カスケード）

### ゲーム
1990年
- コズミック・ファンタジー（1990年 - 1994年、ラバン、ゾーラ、ナレーション、ゴロッキー、トキダ長官、パラス、ダイゴ〈老〉） - 7作品

1991年
- ウルフファング（上官）
- ヴァリスIV（アスファー）
- コブラII 伝説の男（クリスタル・ボーイ）
- 電脳都市OEDO808 獣の属性（ゴーグル〈蛾眉丸力也〉）
- レディファントム（レーザス・コマンド隊長、リトルジョン、ビッグジョン）

1992年
- 改造町人シュビビンマン3 -異界のプリンセス-（バッチ）
- 超時空要塞マクロス 永遠のラヴソング（ナレーション）

1993年
- イースIV The Dawn of Ys（ガディス）
- ぐっすんおよよ（じょおじ）
- デバステイター（ジョイムズ・エティマン）
- ドラゴンボールZ 超武闘伝2（ボージャック）
- 魔物ハンター妖子 〜遠き呼び声〜（アイベックス）
- 幽☆遊☆白書（1993年 - 2007年、戸愚呂〈弟〉） - 8作品
- ゆみみみっくす（ナレーター）

1995年
- 空想科学世界ガリバーボーイ（満月男爵）※PCエンジン版 / セガサターン版
- SPACE GRIFFON VF-9（隊長）
- 超兄貴〜究極無敵銀河最強男〜（アドン）
- クレヨンしんちゃん パズル大魔王の謎（アクション仮面）

1996年
- エネミー・ゼロ（ロニー）
- 機動戦士ガンダム ver.2.0（ドズル・ザビ）
- 新スーパーロボット大戦（剛大次郎）
- ストリートファイターEX（ガイル）
- 魔導物語I 炎の卒園児（おじさん）
- ラストブロンクス 東京番外地（財目三郎）

1997年
- VIRUS（ゲイリー大佐）
- この世の果てで恋を唄う少女YU-NO（悪漢所長）
- サイバーボッツ（ガウェイン・マードック、ケン・サオトメ）SS、PS
- ストリートファイターEX plus（ガイル）
- テイルズ オブ デスティニー（マイティ・コングマン、ティベリウス・トウケイ）
- Piaキャロットへようこそ!!（PC-FX版）（Piaキャロットのオーナー）
- マスター・オブ・モンスターズ 〜暁の賢者達〜（ネクロマンサー）
- ラングリッサーI&II（ロウガ）
- レイ・トレーサー（レイモンド・ブロディ）
- ロックマンDASHシリーズ（ティーゼル・ボーン） - 3作品

1998年
- SDガンダム GGENERATION（1998年 - 2025年、スレッガー・ロウ〈第1作〉、ドズル・ザビ〈GENESIS - 〉、テリー・サンダースJr.、ケリィ・レズナー、ブレイブ・コッド、ロンメル、ゲモン・バジャック、デニス・ナパーム） - 14作品
- 火星物語（ロードス、デーモン）
- 機動戦士ガンダム ギレンの野望（スレッガー・ロウ、ロンメル、ケリィ・レズナー）
- サウザンドアームズ（ボルト）
- スーパーロボット大戦F 完結編（スレッガー・ロウ、ハンニバル・ゲン、ケリィ・レズナー）
- ストリートファイターEX2（ガイル）
- 速攻生徒会（加藤哲章）
- 超魔神英雄伝ワタル ANOTHER STEP（龍神丸、天翔龍神丸）

1999年
- グローランサー（ウォレス）
- 火魅子伝〜恋解〜（東山）
- スーパーロボット大戦コンプリートボックス（スレッガー・ロウ、アハマド＝ハムディ、カークス＝ザン＝ヴァルハレビア）
- ストリートファイターEX2 PLUS（ガイル）
- スパイクアウトファイナルエディション（ホワイト）
- スパイロ・ザ・ドラゴン（大人のドラゴン）
- 封神領域エルツヴァーユ（ガリィ・’バニッシュ’グレッグマン）

2000年
- アジト3（アストロバンボー）
- CAPCOM VS. SNK MILLENNIUM FIGHT 2000（ザンギエフ）
- クロスファイア
- 決戦（徳川家康）
- サンライズ英雄譚R（ドズル・ザビ）
- スーパーロボット大戦α（剛大次郎、ケリィ・レズナー）
- ストリートファイターEX3（ガイル）
- 冒険時代活劇ゴエモン（シシノオウ）

2001年
- CAPCOM VS. SNK 2 MILLIONAIRE FIGHTING 2001（ザンギエフ）
- Oni 完全日本語版（グリフィン）
- キッズステーション クレヨンしんちゃん オラとおもいでつくるゾ!（アクション仮面）
- QUAKE III REVOLUTION（アリーナマスター・Vadrigar）
- 決戦II（張飛）
- SIMPLEキャラクター2000 ハイスクール!奇面組THE テーブルホッケー（冷越豪）
- スーパーロボット大戦α for Dreamcast（剛大次郎、ケリィ・レズナー）
- スーパーロボット大戦α外伝（剛大次郎）
- スタートリングアドベンチャーズ 空想3×大冒険（グロン）
- ハリー・ポッターと賢者の石（ルビウス・ハグリッド）

2002年
- キングダム ハーツ（ティガー）
- スーパーロボット大戦IMPACT（ケリィ・レズナー）
- スター・ウォーズ ギャラクティック・バトルグラウンド（メイス・ウィンドウ）
- スター・ウォーズ ジェダイ・スターファイター（メイス・ウィンドゥ）
- テイルズ オブ ザ ワールド なりきりダンジョン2
- ハリー・ポッターと秘密の部屋（ルビウス・ハグリッド）
- プーさんのみんなで森の大きょうそう!（ティガー）
- フライトアカデミー（教官）
- PROJECT MINERVA（モーガン・ボナー）
- ラクガキ王国
- RAVEシリーズ（キング）
  - GROOVE ADVENTURE RAVE 〜未完の秘石〜
  - GROOVE ADVENTURE RAVE ファイティングライブ
  - GROOVE ADVENTURE RAVE 〜光と闇の大決戦〜
  - GROOVE ADVENTURE RAVE 〜光と闇の大決戦2〜

2003年
- 機動戦士ガンダム めぐりあい宇宙（ドズル・ザビ）
- 激闘プロ野球 水島新司オールスターズVSプロ野球（岩鬼正美）
- SUNRISE WORLD WAR Fromサンライズ英雄譚（ケリィ、ダストン、セムージュ、ゴン・ヌー、ガルシア、龍神丸）
- スプリンターセル（サム・フィッシャー）※Xbox版
- 第2次スーパーロボット大戦α（剛大次郎、ケリィ・レズナー）
- ドリームミックスTV ワールドファイターズ（コンボイ）
- ロックマンX7（ソルジャー・ストンコング、ヘルライド・イノブスキー）

2004年
- イリスのアトリエ エターナルマナ（ベグル）
- 鬼武者3（本多平八郎忠勝）
- CAPCOM FIGHTING Jam（ザンギエフ）
- クレヨンしんちゃん 嵐を呼ぶ シネマランドの大冒険!
- 金色のガッシュベル!! うなれ!友情の電撃2（ダルタニアン教授）
- スーパーロボット大戦MX（祇鎗）
- スーパーロボット大戦GC（スレッガー・ロウ、セムージュ・シャト、デザート・ロンメル、テリー・サンダースJr.、兜甲児に語りかける謎の声）
- ハリー・ポッターとアズカバンの囚人（ルビウス・ハグリッド）
- ベルセルク 千年帝国の鷹編 聖魔戦記の章（グルンベルド）

2005年
- キングダム ハーツII（ティガー）
- ゴッド・オブ・ウォー（クレイトス）
- コブラ・ザ・アーケード（ジプシードッグ）
- 新選組群狼伝（近藤勇）
- スーパーロボット大戦MX ポータブル（祇鎗）
- スプリンターセル カオスセオリー（サム・フィッシャー）※Xbox版
- スプリンターセル パンドラトゥモロー（サム・フィッシャー）※Xbox版
- 聖闘士星矢 聖域十二宮編（アルデバラン）
- 戦国BASARA（2005年 - 2011年、武田信玄） - 7作品
- 第3次スーパーロボット大戦α 終焉の銀河へ（剛大次郎、ハンニバル・ゲン）
- テイルズ オブ ザ ワールド なりきりダンジョン3
- テイルズ オブ ジ アビス（ラルゴ）
- 天外魔境III NAMIDA（タオジリオス）
- ドラゴンボールZ Sparking!（2005年 - 2024年、シュウ、ボージャック、ジャネンバ） - 4作品
- NAMCO x CAPCOM（名無しの超戦士2P、マイク・ハガー）
- ファントム・キングダム（邪神ヴァルヴォルガの上部 ミッキー）

2006年
- ガンダムバトルロワイヤル（ドズル・ザビ）
- クレヨンしんちゃん 最強家族カスカベキング うぃ〜（アクション仮面）
- クレヨンしんちゃん 伝説を呼ぶ オマケの都ショックガーン!
- スーパーロボット大戦XO（スレッガー・ロウ、セムージュ・シャト、デザート・ロンメル、テリー・サンダースJr.、兜甲児に語りかける謎の声）
- ダージュ オブ ケルベロス ファイナルファンタジーVII（アスール）
- テイルズ オブ デスティニー（PS2版）（マイティ・コングマン）
- テイルズ オブ ファンタジア -フルボイスエディション-（マルス・ウルドール）
- ドラゴンボールZ 真武道会（ジャネンバ）

2007年
- ガンダムバトルクロニクル（ドズル・ザビ）
- キングダム ハーツ Re:チェイン オブ メモリーズ（ティガー）
- 銀魂 万事屋ちゅ〜ぶ ツッコマブル動画（屁怒絽）
- クレヨンしんちゃんDS 嵐を呼ぶ ぬってクレヨ〜ン大作戦!
- ゴッド・オブ・ウォーII 終焉への序曲（クレイトス）
- すもももももも〜地上最強のヨメ〜 継承しましょ!? 恋の花ムコ争奪戦!!（犬塚雲軒）
- 聖闘士星矢 冥王ハーデス十二宮編（アルデバラン）
- 大怪獣バトル ULTRA MONSTERS（異次元人ヤプール / 異次元超人巨大ヤプール）
- ドラゴンボールZ 真武道会2（ジャネンバ）
- ファイナルファンタジーIV（ニンテンドーDS版）（ヤン・ファン・ライデン）

2008年
- クレヨンしんちゃん 嵐を呼ぶ シネマランド カチンコガチンコ大活劇!
- スーパーロボット大戦A PORTABLE（剛大次郎、ケリィ・レズナー）
- スーパーロボット大戦Z（吉良健作、北斗雷太）
- SEGA-RaceTV（ジェイク・パターソン）
- ドラゴンボールZ インフィニットワールド（ジャネンバ）
- ドラゴンボールDS（シュウ）

2009年
- ソウルキャリバー Broken Destiny（クレイトス）
- テイルズ オブ ザ ワールド レディアント マイソロジー2（マイティ・コングマン）
- テイルズ オブ バーサス（マイティ・コングマン）
- ドラゴンボール 天下一大冒険（ホワイト将軍、シュウ）

2010年
- アルトネリコ3 世界終焉の引鉄は少女の詩が弾く（ゲンガイ）
- イース -フェルガナの誓い-（ドギ）
- イースvs.空の軌跡 オルタナティブ・サーガ（ドギ）
- キングダム 一騎闘千の剣（昌文君）
- キングダム ハーツ バース バイ スリープ（ティガー）
- クレヨンしんちゃん おバカ大忍伝 すすめ!カスカベ忍者隊!
- クレヨンしんちゃん ショックガ〜ン!伝説を呼ぶオマケ大ケツ戦!!（アクションかめん）
- ゴッド・オブ・ウォーIII（クレイトス）
- スーパー戦隊バトル ダイスオー（実況アナウンス）
- スプリンターセル コンヴィクション（サム・フィッシャー）※Xbox 360版
- ゼノブレイド（ゾード）
- ドラゴンボールDS2 突撃!レッドリボン軍（ホワイト将軍、シュウ）
- ドラゴンボール レイジングブラスト2（ボージャック、ジャネンバ）
- NO MORE HEROES 英雄たちの楽園（ダークスター）

2011年
- CHAOS RINGS OMEGA（オーガ）
- 機動戦士ガンダム オンライン（ドズル、サンダースJr.）
- Kinect: ディズニーランド・アドベンチャーズ（ティガー）
- くまのプーさん 100エーカーの森のクッキングBOOK（ティガー）
- クレヨンしんちゃん 宇宙DEアチョー!? 友情のおバカラテ!!
- 聖闘士星矢戦記（アルデバラン）
- 戦国BASARA クロニクルヒーローズ（武田信玄）
- 戦国BASARA3 宴（武田信玄）
- 第2次スーパーロボット大戦Z 破界篇 / 再世篇（2011年 - 2012年、吉良健作、北斗雷太） - 2作品
- テイルズ オブ ザ ワールド レディアント マイソロジー3（マイティ・コングマン）
- デウスエクス（ローレンス・バレット）
- ドラゴンボールヒーローズ（2011年 - 2018年、ボージャック、ジャネンバ） - 5作品
- リトルビッグプラネット2（アヴァロン・セントリフュージ）日本語版
- レイトン教授と奇跡の仮面（シバロフ）

2012年
- イース セルセタの樹海（ガディス）
- SDガンダム GGENERATION OVERWORLD（ケリィ・レズナー、ブレイブ・コッド、テリー・サンダースJr.）
- 鬼武者Soul（長野業正、尼子経久、三好長慶、直江景綱、斎藤道三、羽柴秀吉、安国寺恵瓊、島左近 他）
- 機動戦士ガンダム エクストリームバーサス（2012年 - 2016年、ドズル・ザビ） - 4作品
- Kinect スター・ウォーズ（メイス・ウィンドゥ）
- スーパー戦隊バトル ダイスオーDX（ゴリサキ・バナナ）
- スーパーロボット大戦OGサーガ 魔装機神 THE LORD OF ELEMENTAL（アハマド・ハムディ、カークス・ザン・ヴァルハレヴィア）
- スーパーロボット大戦OGサーガ 魔装機神II REVELATION OF EVIL GOD（アハマド・ハムディ）
- 第2次スーパーロボット大戦OG（アハマド・ハムディ、カークス・ザン・ヴァルハレヴィア）
- DEMONS' SCORE（ベリト）
- 特命戦隊ゴーバスターズ（ゴリサキ・バナナ）
- 爆裂軍団レネゲード（ブライアント将軍）
- モンスターハンター フロンティア オンライン（VOICE TYPE36）

2013年
- ヴァルハラナイツ3（オストヴァルト）
- God of War: Ascension（クレイトス）
- スーパーロボット大戦OG ダークプリズン（アハマド・ハムディ）
- スーパーロボット大戦Operation Extend（テリー・サンダースJr.、デザート・ロンメル）
- スーパーロボット大戦UX（デウスエクスマキナ）
- 聖闘士星矢 ブレイブ・ソルジャーズ（アルデバラン）
- スプリンターセル ブラックリスト（サム・フィッシャー）
- プレイステーション オールスター・バトルロイヤル（クレイトス）

2014年
- クレヨンしんちゃん 嵐を呼ぶ カスカベ映画スターズ!（アクション仮面）
- ジェイスターズ ビクトリーバーサス（ラオウ、戸愚呂〈弟〉）
- スーパーヒーロージェネレーション（巨大ヤプール）
- 戦国BASARA4（武田信玄）
- ベヨネッタ Wii U版 / ベヨネッタ2（ロダン） - 2作品

2015年
- スーパーロボット大戦BX（ザバ）
- 聖闘士星矢 ソルジャーズ・ソウル（アルデバラン）
- ゼノブレイドクロス（ヴァンダム）
- 戦国BASARA4 皇（武田信玄）
- ドラゴンボールZ 超究極武闘伝（ボージャック）
- ネットハイ（大洋P）
- Hearthstone: ハースストーン（グルダン）
- フェアリーフェンサー エフ ADVENT DARK FORCE（パピン）
- ポポロクロイス牧場物語（ブラックバロン）
- レイギガント（イアソン・エゼキエル）

2016年
- オルタンシア・サーガ -蒼の騎士団-（ヴァルム）
- スーパーロボット大戦OG ムーン・デュエラーズ（グ＝ランドン・ゴーツ）
- 戦国BASARA 真田幸村伝（武田信玄、ナレーション）
- ドラゴンクエストヒーローズII 双子の王と予言の終わり（オレンカ王）
- ドラゴンボール ゼノバース2（ジャネンバ、ボージャック）
- ドラゴンボールフュージョンズ（ジャネンバ）
- トランスフォーマー:アースウォーズ（コンボイ）
- ファンタシースターオンライン2es（SORO）
- BLADE ‐ブレイド 天から堕ちる千の刃‐（レオ）
- ベルセルク無双（ガニシュカ）
- モンスターストライク（2016年 - 2022年、牡牛座 アルデバラン、戸愚呂〈弟〉、海坊主、カイドウ）

2017年
- 蒼き革命のヴァルキュリア（ギルーシュ・ベンケンドルフ）
- ディシディア ファイナルファンタジー オペラオムニア（ヤン・ファン・ライデン）
- 仁王（本多忠勝）
- スーパーロボット大戦V（デザート・ロンメル）
- ガンダムバーサス（ドズル・ザビ）
- クイズRPG 魔法使いと黒猫のウィズ（ラオウ）
- クロノスエイジ（ノーラ）
- ドラゴンクエストライバルズ（パパス）
- ファイアーエムブレム ヒーローズ（2017年 - 2023年、スルト、ムスペル）
- クレヨンしんちゃん 激アツ! おでんわ〜るど大コン乱!（アクション仮面、キャプテンちくわ）
- ゼノブレイド2（ヴァンダム）

2018年
- スーパーロボット大戦X（龍神丸 / 龍王丸）
- 銀魂乱舞（屁怒絽） - DLC追加キャラクター
- フルメタル・パニック! 戦うフー・デアーズ・ウィンズ（ナムサク警察署長）
- Marvel's SPIDER-MAN（ウィルソン・フィスク / キングピン）
- 幽☆遊☆白☆書 100％本気バトル（戸愚呂〈弟〉）
- 大乱闘スマッシュブラザーズ SPECIAL（2018年、ロダン）
- ドラゴンボール レジェンズ（ジャネンバ、ボージャック）

2019年
- キングダム ハーツIII（ティガー）
- JUMP FORCE（戸愚呂〈弟〉）
- スーパードラゴンボールヒーローズ ワールドミッション（ボージャック、ジャネンバ）
- ドラゴンボール ファイターズ（ジャネンバ） - DLC追加キャラクター
- スーパーロボット大戦DD（2019年 - 2024年、剛大次郎、龍神丸 / 龍王丸）
- 北斗の拳 LEGENDS ReVIVE（2019年 - 2023年、ラオウ、カイオウ、劉宗武）
- ガンダムネットワーク大戦（ドズル・ザビ）
- ONE PIECE トレジャークルーズ（カイドウ）

2020年
- ドラゴンボールZ カカロット（シュウ）
- グランブルーファンタジー（2020年 - 2024年、ムゲン、壊祖ワルダント）
- ONE PUNCH MAN A HERO NOBODY KNOWS（メタルナイト）
- 仁王2（本多忠勝）
- ONE PIECE 海賊無双4（カイドウ）
- テイルズ オブ ザ レイズ（コングマン）
- ゼノブレイド ディフィニティブ・エディション（ゾード）
- ブリガンダイン ルーナジア戦記（ピムルム族 長老）
- AFK アリーナ（ブルータス）
- 聖闘士星矢 ライジングコスモ（牡牛座 アルデバラン）
- 共闘ことばRPG コトダマン（戸愚呂〈弟〉、拳王 ラオウ）
- ジョジョのピタパタポップ（偽キャプテン・テニール）

2021年
- 終末のアーカーシャ（サンディエゴ）
- スーパーロボット大戦30（剛大次郎） - DLC追加キャラクター

2022年
- ゲーム ドラえもん のび太の宇宙小戦争 2021（ゲンブ）
- TRANSFORMERS ALLIANCE（コンボイ）
- EVE ghost enemies（山笠喜一）
- 機動戦士ガンダム U.C. ENGAGE（ケリィ・レズナー）
- 機動戦士ガンダム アーセナルベース（テリー・サンダースJr.）
- ライブアライブ（クー族の司祭、ヤマザキ）
- ゼノブレイド3（ゲルニカ・ヴァンダム）
- パズル&ドラゴンズ（カイドウ）
- ベヨネッタ3（ロダン）
- Fit Boxing 北斗の拳 〜お前はもう痩せている〜（ラオウ）

2023年
- サマータイムレンダ Another Horizon（小舟アラン）

2024年
- 金色のガッシュベル!! 永遠の絆の仲間たち（プロフェッサー・ダルタニアン）
- グランブルーファンタジー リリンク（ザスバ）
- ユニコーンオーバーロード（ガレリウス）
- 東京放課後サモナーズ（プロメテウス）
- SAND LAND（ブレッド）
- ドラゴンボール Sparking! ZERO（ボージャック）

2025年
- ゼノブレイドクロス ディフィニティブエディション（ヴァンダム）

### ラジオドラマ
- 青春アドベンチャー（NHK-FM）
  - 『００－０３　都より愛をこめて』（2020年4月20日 - 5月1日） [247] -ナレーション、課長・おじさん 役

### その他コンテンツ
※はWebラジオ番組。
- 琵琶ロック（2022年※、音楽ゴッド[248]）

### 吹き替え

#### 担当俳優
- アーノルド・シュワルツェネッガー（シュワルツェネッガー公認）
  - あさイチ※NHK総合 2013年4月12日放送
  - アフターマス（ローマン・メルニック）
  - イレイザー（ジョン・クルーガー）※日本テレビ版
  - 80デイズ（ハピ王子）※劇場公開版、テレビ東京版
  - エクスペンダブルズシリーズ（トレンチ）
    - エクスペンダブルズ
    - エクスペンダブルズ2
    - エクスペンダブルズ3 ワールドミッション[249]

  - エンド・オブ・デイズ（ジェリコ・ケイン）※ソフト版、テレビ朝日版
  - カリフォルニア州政府日本向けCM（本人）
  - キリング・ガンサー（ガンサー）
  - キング・オブ・デストロイヤー/コナンPART2（コナン）※テレビ朝日版
  - キンダガートン・コップ（ジョン・キンブル）※テレビ朝日版
  - コナン・ザ・グレート（コナン）※テレビ朝日版
  - コマンドー（ジョン・メイトリックス大佐）※テレビ朝日版、吹替の帝王版
  - コラテラル・ダメージ（ゴーディー・ブルーアー）※ソフト版、フジテレビ版
  - ゴリラ（マーク・カミンスキー）※テレビ朝日版
  - サボタージュ（ジョン・“ブリーチャー”・ウォートン[250]）
  - シックス・デイ（アダム・ギブソン）※ソフト版、日本テレビ版
  - ジュニア（アレックス・ヘス博士）※ソフト版、日本テレビ版
  - シュワルツェネッガー、三つの人生（本人）※ボイスオーバー
  - ジングル・オール・ザ・ウェイ（ハワード・ラングストン）※フジテレビ版
  - ダークサイドミステリー「笑顔が暴力を生んだ夜〜なぜ人々はヒトラーに従ったのか?」（本人）※ボイスオーバー
  - ターミネーターシリーズ
    - ターミネーター（T-800）※テレビ東京版、DVD・BD版
    - ターミネーター2（T-800）※フジテレビ版、DVD・BD版
    - ターミネーター 2:3-D（T-800）
    - ターミネーター3（T-850）※劇場公開版、ソフト版、日本テレビ版
    - ターミネーター:新起動/ジェニシス（T-800[251]）
    - ターミネーター:ニュー・フェイト（T-800[252]）

  - 大脱出（エミル・ロットマイヤー）
  - 筑紫哲也 NEWS23（本人）※ボイスオーバー
  - ツインズ（ジュリアス）※テレビ朝日版
  - デーヴ（本人）※テレビ朝日版
  - トータル・リコール（ダグラス・クエイド / ハウザー）※テレビ朝日版
  - トゥルーライズ（ハリー・タスカー）※フジテレビ版
  - バットマン & ロビン Mr.フリーズの逆襲（ヴィクター・フリーズ / Mr.フリーズ）※テレビ朝日版
  - バトルランナー（ベン・リチャーズ）※テレビ朝日版、DVD版、配信版
  - BS世界のドキュメンタリー 危険な時代に生きる（本人）
  - プレデター（ダッチ・シェイファー少佐）※テレビ朝日版
  - プレデター ハンティンググラウンズ（ダッチ・シェイファー[253]）
  - マギー（ウェイド・ヴォーゲル）
  - ラスト・アクション・ヒーロー（ジャック・スレイター / 本人）※ソフト版、テレビ朝日版
  - ラストスタンド（レイ・オーウェンズ）
  - ランダウン ロッキング・ザ・アマゾン（クラブのオーナー）※テレビ東京版
  - レジェンド・オブ・ドラゴン 鉄仮面と龍の秘宝（ジェームス・フック[254]）
  - レッドブル（イワン・ダンコ大尉）※テレビ朝日版、VHS版
- ヴィング・レイムス
  - ダーク・スティール（アーサー・ホーランド）
  - ドーン・オブ・ザ・デッド（ケネス・ホール）
  - パルプ・フィクション（マーセルス・ウォレス）
- ヴィンセント・ドノフリオ
  - エル・カミーノ・クリスマス（カール・フッカー）
  - ジュラシック・ワールド（ヴィック・ホスキンス[255]）※日本テレビ版
  - マーベル・シネマティック・ユニバース（ウィルソン・フィスク / キングピン）
    - ホークアイ
    - デアデビル: ボーン・アゲイン[256]

  - メン・イン・ブラック（エドガー / バグ）※日本テレビ版
- キース・デイヴィッド
  - 愛という名の疑惑（ハギンズ刑事）
  - エグゼクティブ・ターゲット（ラマー）※テレビ東京版
  - バニシング・ポイント 激走2000キロ（ウォーレン・タフト）
- クランシー・ブラウン
  - ER緊急救命室（エリス・ウェスト）
  - ザ・バットマン（ミスター・フリーズ / ヴィクター・フリーズ）
  - ショーシャンクの空に（バイロン・ハドリー）※機内上映版
  - ダブルボーダー（ラリー・マクローズ曹長）
- コリン・サーモン
  - エイリアンVSプレデター（マックス・スタッフォード）
  - バイオハザード（ジェームス・P・シェイド / “ワン”[257]）※フジテレビ版
  - バイオハザードV リトリビューション（クローンワン[258]）※テレビ朝日版
- サミュエル・L・ジャクソン
  - ARGYLLE/アーガイル（アルフレッド・ソロモン）
  - アイアンマン2（ニック・フューリー[259]）※テレビ朝日版
  - キングスマン（リッチモンド・ヴァレンタイン）
  - ザ・スピリット（オクトパス）
  - ジャンパー（ローランド・コックス）※ソフト版
  - スター・ウォーズシリーズ（メイス・ウィンドゥ）
    - スター・ウォーズ エピソード1/ファントム・メナス[260]
    - スター・ウォーズ エピソード2/クローンの攻撃
    - スター・ウォーズ エピソード3/シスの復讐
    - スター・ウォーズ/スカイウォーカーの夜明け
    - オビ＝ワン・ケノービ

  - スター・ウォーズ 特殊効果の秘密（本人）※NHK-BS2
  - S.W.A.T.（ホンドー[261]）※日本テレビ版
  - 1408号室（オリン支配人）
  - ターボ（ウィップラッシュ）
  - トリプルXシリーズ（オーガスタス・ギボンズ）※ソフト版
    - トリプルX
    - トリプルX ネクスト・レベル
    - トリプルX:再起動

  - ハンクの肉球大決戦（ジンボ）
  - フリーダムランド（ロレンゾ・カウンシル刑事）
  - ミス・ペレグリンと奇妙なこどもたち（バロン[262]）
  - ロボコップ（パット・ノヴァク）
- ジェイソン・アレクサンダー
  - スタートレック:ヴォイジャー（クロス）
  - となりのサインフェルド（ジョージ・コスタンザ）※WOWOW版
  - 摩天楼ララバイ（アーネスト・フォイ警部）
- ジェラール・ドパルデュー
  - いずれ絶望という名の闇（マット）
  - ヴィドック（フランソワ・ヴィドック）
  - エディット・ピアフ〜愛の讃歌〜
  - しあわせの雨傘（モリス・ババン）
  - シティ・オブ・ゴースト（エミール）
  - ダニエラという女（シャルリー）
  - 東京ディズニーランド ビジョナリアム（航空作業員）
  - パリ、ジュテーム
  - 僕のボーガス（ボーガス）
  - メルシィ!人生（フェリックス・サンティニ）
  - 102（ジャン=ピエール・ルペル）
- ジョン・キャンディ
  - おじさんに気をつけろ!（バック・ラッセル）※ソフト版
  - オンリー・ザ・ロンリー（ダニー）
  - がんばれ!ルーキー（クリフ・マードック）
  - クール・ランニング（アーヴィング・ブリッツァー）※日本テレビ版
  - サイレント・パートナー（サイモンセン）
  - 絶叫屋敷へいらっしゃい（デニス / エルドナ）
  - ビアンカの大冒険 ゴールデン・イーグルを救え!（ウィルバー）
  - ホーム・アローン（ガス・ポリンスキー）※ソフト版
- ジョン・グッドマン
  - アラクノフォビア（デルバート・マクリントック）※フジテレビ版
  - エバン・オールマイティ（チャック・ロング議員）
  - オールウェイズ（アル・ヤッキー）※VHS・DVD版、BD版
  - お買いもの中毒な私!（グレアム・ブルームウッド）
  - 救命士（ラリー）
  - こちらブルームーン探偵社 シーズン4 #2（ドナルド・チェイス）
  - コヨーテ・アグリー（ビル・サンフォード）
  - シー・オブ・ラブ（シャーマン）※テレビ東京版
  - バートン・フィンク（チャーリー・メドウズ）※VHS版
  - ビッグ・リボウスキ（ウォルター・ソブチャック）※VHS・DVD版、BD版
  - プリンセスと魔法のキス（イーライ"ビッグ・ダディ"ラボフ）
  - フリントストーン/モダン石器時代（フレッド・フリントストーン）
  - ボーン・イエスタデイ（ハリー・ブロック）
- シルヴェスター・スタローン
  - アラン・スミシー・フィルム（本人）
  - 暗殺者（ロバート・ラス）※ソフト版、フジテレビ版
  - アンツ（ウィーバー）
  - オーバー・ザ・トップ（リンカーン・ホーク）※フジテレビ版
  - クリフハンガー（ゲイブ・ウォーカー）※ソフト版、フジテレビ版
  - グレムリン2 新・種・誕・生（ジョン・ランボー）※ソフト版、テレビ朝日版
  - 刑事コジャック[注 5]
  - 刑事ジョー ママにお手あげ（ジョー・ボモウスキー）※フジテレビ版
  - コップランド（フレディ・ヘフリン[263]）※ソフト版、日本テレビ版
  - ザ・スーサイド・スクワッド “極”悪党、集結（キング・シャーク[264]）
  - サマリタン（スタンリー・コミンスキー）
  - ジャッジ・ドレッド（ジャッジ・ジョゼフ・ドレッド）※VHS・DVD版、フジテレビ版
  - スペシャリスト（レイ・クイック）※ソフト版
  - TAXi3（乗客）※ソフト版
  - 追撃者（ジャック・カーター）※ソフト版
  - デイライト（キット・ラトゥーラ）※ソフト版
  - デス・レース2000年（マシンガン・ジョー）
  - デッドフォール（レイモンド・タンゴ）※ソフト版
  - デモリションマン（ジョン・スパルタン）※ソフト版
  - ドリヴン（ジョー・タント）※ソフト版、日本テレビ版、配信版
  - バックトレース（サイクス）
  - パラダイス・アレイ（コスモ・カルボーニ）※テレビ朝日版
  - ランボーシリーズ（ジョン・ランボー）※日本テレビ版
    - ランボー
    - ランボー/怒りの脱出
    - ランボー3/怒りのアフガン

  - ロッキー3（ロッキー・バルボア）※日本テレビ版
  - ロックアップ（フランク・レオーネ）※ソフト版、日本テレビ版
- スティーヴン・セガール
  - ICHIGEKI 一撃（ウィリアム・ランシング）
  - エグゼクティブ・デシジョン（オースティン・トラヴィス中佐）※ソフト版
  - グリマーマン（ジャック・コール）※ソフト版
  - 死の標的（ジョン・ハッチャー）※フジテレビ版
  - 沈黙の戦艦（ケイシー・ライバック）※ソフト版
  - 沈黙の断崖（ジャック・タガート）※ソフト版
  - 沈黙の要塞（フォレスト・タフト）※ソフト版
  - DENGEKI 電撃（オーリン・ボイド）※ソフト版
  - 暴走特急（ケイシー・ライバック）※ソフト版
- ダン・エイクロイド
  - あやしい奴ら（ジャック・ランバート）
  - エボリューション（ルイス知事）※ソフト版
  - オール・ユー・ニード・イズ・キャッシュ〜金こそすべて（四人もアイドル）
  - ゴーストバスターズシリーズ
    - ゴーストバスターズ（レイモンド・スタンツ博士）[265] ※ソフト版
    - ゴーストバスターズ2（レイモンド・スタンツ博士）※ソフト版
    - ゴーストバスターズ（タクシー運転手）
    - ゴーストバスターズ/アフターライフ（レイモンド・スタンツ博士）
    - ゴーストバスターズ/フローズン・サマー（レイモンド・スタンツ博士[266]）

  - 恋は負けない（ポールの父）
  - ジェームス・ブラウン 最高の魂を持つ男（ベン・バート）
  - スティーブ・マーティンのSGT.ビルコ/史上最狂のギャンブル大作戦（ジョン・T・ホール大佐）
  - スニーカーズ（マザー）※日本テレビ版
  - ダンク・ブラザース/脱線ファンにご用心（ジミー・フラハーティ）
  - チャーリー（マック・セネット）
  - 花嫁はエイリアン（スティーヴ・ミルズ）
  - ピクセル（司会者）
  - ブルース・ブラザース2000（エルウッド・ブルース）
  - ポイント・ブランク
  - マイ・ガール（ハリー・サルテンファス）※テレビ朝日版
  - マイ・ガール2（ハリー・サルテンファス）※テレビ朝日版
- チャールズ・S・ダットン
  - スナイパー/連続狙撃犯（チャールズ・ムース）
  - ニック・オブ・タイム（ヒューイ）※日本テレビ版
  - 評決のとき（オジー・ウォールズ保安官）※ソフト版
  - ミミック（レナード）※ソフト版
- チャールズ・グローディン
  - トラブル・ファミリー/ぼくの○×絵日記（パーカー）
  - ベートーベン（ジョージ・ニュートン）※日本テレビ版
  - ベートーベン2（ジョージ・ニュートン）※日本テレビ版
  - ミッドナイト・ラン（ジョナサン・マデューカス）※VHS版
- ティム・カリー
  - タイムズ・スクエア（ジョニー）
  - ホーム・アローン2（ヘクター）※テレビ朝日版
  - マペットの宝島（ジョン・シルバー）
- デニス・ヘイスバート
  - カンフー・パンダ2（マスター・ウシ）
  - シンドバッド 7つの海の伝説（ケイル）
  - 特攻野郎Aチーム シーズン1 #10（精神病棟の職員）
  - メジャーリーグ2（ペドロ・セラノ）
- デルロイ・リンドー
  - オースティン・パワーズ　ゴールドメンバー
  - ザ・ワン（ローデッカー）※テレビ東京版
  - 60セカンズ（キャッスルベック）※日本テレビ版
  - ロミオ・マスト・ダイ（アイザック）※テレビ朝日版
- ニック・ノルティ
  - アンダー・ファイア（ラッセル・プライス）
  - 狼たちの街（マックス・フーバー）※ソフト版
  - キャッツ & ドッグス 地球最大の肉球大戦争（ブッチ）
  - 3人の逃亡者（ルーカス）
  - スパイダーウィックの謎（オーガーのマルガラス）
  - ノア 約束の舟（シェムハザ）
  - ハード・チェック（ピート・ベル）
  - パリ、ジュテーム
  - ハルク（デヴィッド・バナー）
  - 48時間（ジャック・ケイツ）※テレビ朝日版
  - 48時間PART2/帰って来たふたり（ジャック・ケイツ）※フジテレビ版、テレビ朝日版
- バーニー・ケイシー
  - シャーキーズ・マシーン（アーチ）
  - ダイナマイト諜報機関/クレオパトラ危機突破（ルーベン）
  - ネバーセイ・ネバーアゲイン（フェリックス・ライター）※機内上映版
- ブラッド・ギャレット
  - 史上最強のグーフィー・ムービー Xゲームで大パニック!（タンク）
  - ナイト ミュージアムシリーズ（モアイ像）
    - ナイト ミュージアム
    - ナイト ミュージアム2
    - ナイト ミュージアム/エジプト王の秘密

  - ミュータント・ニンジャ・タートルズ：影＜シャドウズ＞（クランゲ）
- ラウル・ジュリア
  - アダムス・ファミリー（ゴメズ・アダムス）※ソフト版
  - 激走!5000キロ（フランコ）※テレビ朝日版
  - ストリートファイター（バイソン将軍）※ソフト版
- ローレンス・フィッシュバーン
  - アイス・ロード（ジム・ゴールデンロッド）
  - アマチュア（ヘンダーソン[267]）
  - アサルト13 要塞警察（マリオン・ビショップ）※テレビ朝日版
  - オセロ（オセロ）
  - コンテイジョン（エリス・チーヴァー医師）
  - シグナル（デイモン）
  - ジョン・ウィックシリーズ（バワリー・キング）
    - ジョン・ウィック:チャプター2[268]
    - ジョン・ウィック:パラベラム[269]
    - ジョン・ウィック:コンセクエンス[270]

  - TMNT（ナレーター）
  - トランスフォーマー/ONE（アルファトライオン[271]）
  - 運び屋（主任捜査官[272]）※BSテレ東版
  - パッセンジャー（ガス・マンキューゾ[273]）
  - ハンニバル（ジャック・クロフォード）
  - プレデターズ（ノーランド）
  - マトリックスシリーズ
    - マトリックス（モーフィアス）※ソフト版
    - マトリックス リローデッド（モーフィアス）※劇場公開版
    - マトリックス レボリューションズ（モーフィアス）※劇場公開版
    - マトリックス レザレクションズ[274]

  - M:i:III（ブラッセル局長）※フジテレビ版
  - 奴らに深き眠りを（エルズワース・“バンピー”・ジョンソン）
- ロバート・デヴィ
  - 緊急接近 ZONE（ラウディ）※VHS版
  - 007/消されたライセンス（フランツ・サンチェス）※機内上映版[275]
  - ハードコア・ナイト/人妻の危険な殺意（マット・ウォーカー警部補）※テレビ東京版
  - プレデター2（ハイネマン）※ソフト版
- ロビー・コルトレーン
  - 心理探偵フィッツ（Dr.フィッツジェラルド“フィッツ”）
  - 007 ワールド・イズ・ノット・イナフ（ヴァレンティン・ズコフスキー）※テレビ朝日版
  - バディ（ビル・リンツ）
  - 不思議の国のアリス（ソックリダム）※NHK-BS2版
  - フロム・ヘル（ピーター・ゴットレイ巡査部長）※テレビ東京版

#### 映画（吹き替え）
- アイデンティティー（マルコム・リバース〈プルイット・テイラー・ヴィンス〉）※テレビ東京版
- 愛と青春の旅だち（ペリーマン〈ハロルド・シルベスター〉）※フジテレビ版
- 愛のエチュード（サルヴァトーレ・トゥラチ）
- アウト・オブ・サイト（リチャード・リプリー〈アルバート・ブルックス〉）※日本テレビ版
- アウトロー・ポリス/傷だらけのバッジ（トビー・ベイカー〈アーニー・ハドソン〉）
- 赤ちゃんに乾杯! ※フジテレビ版
- 明日に向って撃て! ※LD版
- あなただけ今晩は（ヒッポリート）※TBS版
- アホリックス（オーフィウム〈ダナ・ウッズ〉）
- アラン・ドロンのゾロ（ガルシア軍曹）※テレビ朝日新録版
- アリゲーター2（デヴィッド・ホッジス刑事〈ジョセフ・ボローニャ〉）※VHS版
- 暗黒街の人気モノ/マシンガン・ジョニー（ローマン・トロイ・モロニー）
- アンドリューNDR114（デニス・マンスキー〈スティーヴン・ルート〉）※日本テレビ版
- イノセントマン/仕組まれた罠（ジングルズ〈ブルース・A・ヤング〉）
- インタビュー・ウィズ・ヴァンパイア（アーマンド〈アントニオ・バンデラス〉）※ソフト版
- インディ・ジョーンズ/最後の聖戦（インディ・ジョーンズ〈ハリソン・フォード〉）※フジテレビ版
- イントルーダー 怒りの翼（ジェイク・グラフトン大尉〈ブラッド・ジョンソン〉）※ソフト版
- ウーマン・オン・トップ（アレックス・リーヴス〈ジョン・デ・ランシー〉）
- ヴァンパイア/最期の聖戦（トニー・モントーヤ〈ダニエル・ボールドウィン〉）※テレビ東京版
- ウイラード（ブラント）※テレビ朝日版
- ウォードック（リック〈ビル・レドバース〉）※テレビ東京版
- ウォリアーズ（クレオン）
- ウォンテッド（ミスターX〈デヴィッド・オハラ〉[276]）※BSテレ東版
- 海の上のピアニスト（マックス〈プルイット・テイラー・ヴィンス〉）※DVD・VHS版、テレビ東京版
- エイリアン2（エイポーン〈アル・マシューズ〉）※DVD・VHS版
- エイリアン3（モース）※フジテレビ版
- エクスタミネーター（マイケル〈スティーヴ・ジェームズ〉）※フジテレビ版
- F/X2 イリュージョンの逆転（レオ・マッカーシー〈ブライアン・デネヒー〉）※VHS版
- エルモと毛布の大冒険（テリー、ゴードン）
- オール・ザット・ジャズ（ルーカス・サージェント〈ジョン・リスゴー〉）
- 狼の挽歌（コモ）※TBS版
- 狼よさらば（強盗〈ジェフ・ゴールドブラム〉）
- おかしなおかしな大泥棒（テッド〈マイケル・マーフィ〉）
- オスカーとルシンダ（デニス・ハセット牧師〈トム・ウィルキンソン〉）
- オズの魔法使（ブリキ男〈ジャック・ヘイリー〉）※NHK版
- オスロ国際空港/ダブル・ハイジャック（ジョージ・ローリング）
- 男たちの挽歌（マーク〈チョウ・ユンファ〉）※TBS版
- ガールズ（ジェローム）※フジテレビ版
- 会議は踊る（ビビコフ）※関西テレビ版
- カジュアリティーズ（ハーバード・ハッチャー上等兵〈ジョン・C・ライリー〉）※ソフト版
- カスケーダー（ブル）
- 片腕のヒーロー・大リーグへの道（ホワイティ〈エド・オニール〉）※テレビ朝日版
- 合衆国最後の日（スタンフォード・タウン大尉〈リチャード・ジャッケル〉）
- カットスロート・アイランド（ブレア〈レックス・リン〉）※ソフト版
- カプリコン・1（ジョン・ウォーカー〈O・J・シンプソン〉）※機内上映版
- カラーズ 天使の消えた街（リード〈チャールズ・ウォーカー〉、ヘリ2）
- ガリバー旅行記（ガリヴァー）※VHS版
- カリブの嵐（アレックス・リーヴス〈ジェームズ・アール・ジョーンズ〉）※フジテレビ版、（クジョー〈ジェフリー・ホールダー〉）※テレビ朝日版
- ガンジー ※フジテレビ版
- ガンマン無頼（アントニオ）※テレビ東京版
- 黄色い老犬（バド・サーチー）
- 危険な情事（ジミー）
- きっと、うまくいく（ヴィル・サハスラブッデー〈ボーマン・イラニ〉）
- 騎兵隊（ダンカー〈ビング・ラッセル〉）※TBS新録版
- キャット・ピープル（ブロンテ・ジャドソン〈ジョン・ラロケット〉）※テレビ朝日版
- ギャング・オブ・ニューヨーク（ビル・ザ・ブッチャー〈ダニエル・デイ＝ルイス〉）※ソフト版
- キャンディマン（キャンディマン〈トニー・トッド〉）
- CUBE（クエンティン〈モーリス・ディーン・ウィント〉）
- 恐怖と戦慄の美女（エディ・ネルズ）
- キョンシークエスト2 大霊界から来たU.F.O.（フォンファン）
- キルスティン・ダンストの大統領に気をつけろ!（リチャード・ニクソン〈ダン・ヘダヤ〉）
- キング・コング（チーフ）※TBS版
- クイック・チェンジ（ルーミス〈ランディ・クエイド〉）
- クリープショー2/怨霊（ディーク）
- クリムゾン・タイド（C.O.B.〈ジョージ・ズンザ〉）※ソフト版
- グレートスタントマン（サニー・フーパー〈バート・レイノルズ〉）※VHS版
- グレムリン2 新・種・誕・生（ルイス、リポーター）※ソフト版
- ゲス・フー 招かれざる恋人（パーシー〈バーニー・マック〉）
- ゲット スマート（ハイミー〈パトリック・ウォーバートン〉）※テレビ朝日版
- コーキー・ロマーノ FBI潜入捜査官?（ブリック・デイヴィス捜査官〈マシュー・グレイヴ〉）
- GO!GO!ガジェット2（クインビー署長）
- ゴーストバスターズ（ウィンストン・ゼドモア〈アーニー・ハドソン〉）※テレビ朝日版
- ゴールデンガール（ヴァレンティ〈ハリー・ガーディノ〉）
- 恋する人魚たち（ルー〈ボブ・ホスキンス〉）
- 恋の時給は4ドル44セント（ネスター・パイル〈ダーモット・マローニー〉）
- 告発の行方（ポールセン）※フジテレビ版
- 心の旅（ブラッドレー〈ビル・ナン〉）
- ゴジラ FINAL WARS（ダグラス・ゴードン大佐〈ドン・フライ〉）[14]
- 五福星（マジメ〈フォン・ツイフェン〉）
- コブラ・ミッション（リチャード）※テレビ東京版
- コマンド戦略（オマー・グレコ〈リチャード・ジャッケル〉）※TBS版
- ゴリラの復讐（ミラー〈レイモンド・バー〉）※テレビ東京版
- サーカス天国（デューク・ロイヤル〈クリストファー・プラマー〉）
- サイエンス・シミュレーション 人類 火星に立つ（ミカイル・チェレンコフ）
- さいはての用心棒（テイラー大尉〈ロレンツォ・ロブレド〉）※TBS版
- サイボーグコップ（ジャック・ライアン〈デヴィッド・ブラッドリー〉）※VHS版
- サイボーグコップ2（ジャック・ライアン〈デヴィッド・ブラッドリー〉）※VHS版
- ザ・カンニング アルバイト情報（ガエタン）
- ザ・クラッカー/真夜中のアウトロー（バリー〈ジェームズ・ベルーシ〉）
- ザ・クリエイター/創造者（アンドリュース〈ラルフ・アイネソン〉[277]）
- ザ・クレイジーズ/細菌兵器の恐怖（市長〈ジョージ・A・ロメロ〉）
- サブウェイ・パニック（リコ〈ジェリー・スティラー〉）
- ザ・フォッグ（ニック・キャッスル〈トム・アトキンス〉）※テレビ朝日版
- ザ・ラストUボート（ファルケ軍医）
- 三銃士（ポルトス〈オリヴァー・プラット〉）※ソフト版
- サンダーハート（ウォルター・クロウ・ホース〈グラハム・グリーン〉）
- 幸せのちから（トゥイッスル〈ブライアン・ハウ〉）※日本テレビ版
- ジェシカ 妖次元の誘惑（マット・ウィンスロー〈ロバート・ユーリック〉）※テレビ東京版
- シェルタリング・スカイ（エリック・ライル〈ティモシー・スポール〉）
- 地獄のエクスタミネーター（モンロー・ビーラー〈ロバート・ギンティ〉）
- 地獄の戦線（ヴァレンチノ）※テレビ東京版
- 地獄のテロリスト/殺戮の街 ※テレビ東京版
- 地獄のバスターズ（ロバート・イェーガー〈ボー・スヴェンソン〉[278]）※テレビ東京版
- 地獄の黙示録（チーフ・フィリップス〈アルバート・ホール〉）※日本テレビ版、テレビ東京版
- シティーハンター THE MOVIE 史上最香のミッション（ファルコン〈カメル・グェンフォー〉[279]）
- シティ・スリッカーズ（ミッチ・ロビンス〈ビリー・クリスタル〉）※JAL版
- 死の氷壁（ザック・ホーキンス〈ドリアン・ヘアウッド〉）
- シャークアタック 地獄の殺人ザメ（ローレン・ロウズ〈アーニー・ハドソン〉）
- ジャッカルの日（連絡係）※テレビ朝日版
- ジャッキー・チェンの秘龍拳/少林門（ユー・フェイ〈レオン・タン〉[280]）
- ジャンヌ・ダルク（ラ・イル〈リチャード・ライディングス〉）※日本テレビ版
- 13日の金曜日 PART3（アリ〈ニック・サベージ〉、ニュースキャスター〈スティーヴ・マイナー〉）
- ジュリア（ウォルター・フランツ〈ランベール・ウィルソン〉）※フジテレビ版
- 少林サッカー（ファン〈ン・マンタ〉）※日本公開版
- 少林寺（鷹爪〈チィ・チュンホワ〉）※日本テレビ版
- 処刑教室
- ジョニー・ハンサム（スティーヴン・レッシャー医師〈フォレスト・ウィテカー〉）
- 白雪姫とエッチな仲間たち（タンキ）
- 新Mr.Boo!鉄板焼（ロン）
- スイッチング・チャンネル（ブレイン・ビンガム〈クリストファー・リーヴ〉）
- スウィート・ロード（サム〈ボー・ブリッジス〉）
- スカーフェイス（アーニー）※テレビ朝日版
- スクール・ウォーズ/もうイジメは懲りごり!（ロスコー・ビガー〈トム・アーノルド〉）
- スクリーマーズ（チャック・エルバラク）※フジテレビ版
- スター・ウォーズ エピソード4/新たなる希望（ガーヴェン・ドレイス、シャン・チルゼン中尉）※劇場公開版、（ガーヴェン・ドレイス、ポール・トレイダム中尉）※日本テレビ版1
- スター・クレイジー（ハリー・モンロー〈リチャード・プライヤー〉）
- ストローカーエース（アーノルド〈ババ・スミス〉）
- 素晴らしきヒコーキ野郎（ヤマモト〈石原裕次郎〉）※NHK版
- スピード（マクマホン警部補〈ジョー・モートン〉）※フジテレビ版
- スピード・レーサー（ローヤルトン社長）
- スペースインベーダー（カーチス大尉〈クリストファー・オールポート〉）
- スペース・エイド（ディック・ネルソン〈ジェフリー・ジョーンズ〉）
- スペースキャット（フランクリン・ウィルソン〈ケン・ベリー〉）
- スペース・ジャム（フォグホーン・レグホーン）
- スペースバンパイア テレビ朝日旧録版
- スペース・プレイヤーズ（フォグホーン・レグホーン[281]）
- スモール・ソルジャーズ（チップ・ハザード少佐〈トミー・リー・ジョーンズ〉）※VHS版、日本テレビ版
- 成龍拳（チン・チュアン〈シェン・イー・ロン〉[282]）※TBS版
- 戦争と平和（ドロコフ大尉〈ヘルムート・ダンティーン〉）※テレビ朝日版
- 続 ある愛の詩（スティーブン・シンプソン）
- 続・少林寺三十六房（ワン〈ワン・ロンウェイ〉）
- ダーク・アベンジャー 暗闇からの復讐者（ポール・ケイン〈リー・ローソン〉）
- ダークマン2/復讐の標的（ロバート・G・デュラン〈ラリー・ドレイク〉）
- ダーティハリー（アリス）
- ダーティハリー3（ボビー・マクスウェル〈デヴァレン・ブックウォルター〉）
- 第十七捕虜収容所（セフトン〈ウィリアム・ホールデン〉）※フジテレビ版2
- ダイナウォーズ/恐竜王国への大冒険（ティミーのパパ）
- ダイ・ハード（カール〈アレクサンドル・ゴドゥノフ〉）※テレビ朝日版
- タイムコップ（ユージン・マトゥーザック隊長〈ブルース・マッギル〉）※テレビ朝日版
- 宝島（ジョン・シルバー〈ロバート・ニュートン〉）※DVD版
- Touch タッチ（オーガスト・マレー〈トム・アーノルド〉）
- 007シリーズ
  - 007/死ぬのは奴らだ（ストラッター）※TBS旧録版、（クオーレルJr）※TBS新録版
  - 007/リビング・デイライツ（ブラッド・ウィティカー〈ジョー・ドン・ベイカー〉）※テレビ朝日版
  - 007/慰めの報酬（メドラーノ将軍〈ホアキン・コシオ〉）※BSジャパン版
- タワーリング・インフェルノ（スコット）※日本テレビ版
- ダンテズ・ピーク（ポール・ドレイファス〈チャールズ・ハラハン〉）※テレビ朝日版
- チャーリー・ウィルソンズ・ウォー（ガスト・アヴラコトス〈フィリップ・シーモア・ホフマン〉）
- チャイナタウン（エスコバル〈ペリー・ロペス〉）
- チャックとラリー おかしな偽装結婚!?（ラリー・ヴァレンタイン〈ケヴィン・ジェームズ〉）
- 超能力学園Z（ゲイリー・クーター）
- 追跡者（ジャック・デッカー〈ラルフ・ウェイト〉）
- 追跡迷路 美しき逃亡者（アレックス〈ドナル・ローグ〉）
- ディック・トレイシー（ディック・トレイシー〈ウォーレン・ベイティ〉）
- デューン/砂の惑星（スティルガー〈エヴェレット・マッギル〉）※日本テレビ版
- 天使にラブ・ソングを…（エディー・サウザー警部〈ビル・ナン〉）※日本テレビ版
- デンジャラス・グラウンド（ヴシー〈アイス・キューブ〉）
- デンジャラス・ラン（デヴィッド・バーロー〈ブレンダン・グリーソン〉）※BSジャパン版
- 天地創造（ハム）※日本テレビ版
- テンプルちゃんの小公女（ラムダス）※劇場版
- トイ・ソルジャー（ルイス・カリ〈アンドリュー・ディヴォフ〉）※フジテレビ版
- トゥー・ブラザーズ（ノルマンダン〈ジャン＝クロード・ドレフュス〉）※フジテレビ版
- トゥルー・ロマンス（リー・ドノウィッツ〈ソウル・ルビネック〉）※テレビ東京版
- ドッグ・ソルジャー（ダンスキン〈リチャード・メイサー〉）
- 特攻サンダーボルト作戦（イディ・アミン大統領〈ヤフェット・コットー〉）
- トム・ホーン（ジム・コーベット）
- 友は風の彼方に（フー〈ダニー・リー〉）
- トランスフォーマーシリーズ（オプティマス・プライム）
  - トランスフォーマー
  - トランスフォーマー/リベンジ
  - トランスフォーマー/ダークサイド・ムーン
  - トランスフォーマー/ロストエイジ
  - トランスフォーマー/最後の騎士王[283]
  - バンブルビー[284]
  - トランスフォーマー/ビースト覚醒[285]
- トランスモーファー -人類最終戦争-（ミッチェル〈マテュー・ウォルフ〉）
- ドリトル先生不思議な旅（ウィリー〈ジェフリー・ホールダー〉）※ソフト版
- トレジャー・ミッション/破壊島（ジョー〈ハルク・ホーガン〉）
- ナイト・オン・ザ・プラネット（乗客）
- ナイト ミュージアム2（ジョージ・フォアマン〈ジョージ・フォアマン〉）
- ナバロンの嵐（ウィーヴァー軍曹〈カール・ウェザース〉）※テレビ朝日版・テレビ東京版
- ナポリ・コネクション/追撃!!野獣刑事・銃口の裁き（ギャリー）
- ニキータ（ボブ〈チェッキー・カリョ〉）※ソフト版
- 2010年（マキシム〈エリヤ・バスキン〉）※テレビ朝日版
- ニューヨークUコップ（ホーク・メンドーザ〈チャド・マックイーン〉）
- ノー・エスケイプ（刑務所長〈マイケル・ラーナー〉）※テレビ東京版
- ノー・マーシィ/非情の愛（ジョー・コリンズ〈ゲイリー・バサラバ〉）
- ノスフェラトゥ（ジョナサン・ハーカー〈ブルーノ・ガンツ〉）
- ノック・オフ（ハリー〈ポール・ソルヴィノ〉）※テレビ東京版
- パーシー・ジャクソンとオリンポスの神々（ゼウス〈ショーン・ビーン〉）
- ハートブレイク・リッジ 勝利の戦場（パワーズ少佐〈エヴェレット・マッギル〉）※テレビ朝日版
- バーニング（グレイザー）
- バイオレンス・ポリス 九龍の獅子（リ・ホントン）
- バイオレント・サタデー（バーニー・オスターマン〈クレイグ・T・ネルソン〉）
- ハイスクール・ミュージカル（マツイ校長）
- ハイド・アンド・シーク 暗闇のかくれんぼ（スティーブン〈ロバート・ジョン・バーク〉）※テレビ東京版
- ハイヒール・エンジェル（メイソン〈ケヴィン・マクナリー〉）
- ハウスゲスト/あんただ〜れ?（ケヴィン・フランクリン〈シンバッド〉）
- パシフィック・リム（スタッカー・ペントコスト〈イドリス・エルバ〉[286]）
- ハスラー（ウィリー〈ウィリー・モスコーニ〉）※フジテレビ版
- ハスラー2（モーゼル〈ブルース・A・ヤング〉）※フジテレビ版
- バック・トゥ・ザ・フューチャー（ビフ・タネン〈トーマス・F・ウィルソン〉）※テレビ朝日版
- バック・トゥ・ザ・フューチャー PART2（ビフ・タネン、グリフ〈トーマス・F・ウィルソン〉）※テレビ朝日版
- バック・トゥ・ザ・フューチャー PART3（ビュフォード・タネン、ビフ・タネン〈トーマス・F・ウィルソン〉）※テレビ朝日版
- バッドアウトロー（チェロキー・キッド〈シンバッド〉）
- バッドボーイズ（フーシェ〈チェッキー・カリョ〉）※フジテレビ版
- バットマン（ジャック・ネーピア / ジョーカー〈ジャック・ニコルソン〉）※テレビ朝日版（追加収録部分）
- バッフィ/ザ・バンパイア・キラー（ロトス〈ルトガー・ハウアー〉）
- ハドソン・ホーク（バターフィンガー〈アンドリュー・ブリニアースキー〉）※フジテレビ版
- パトリオット・ゲーム（ケビン・オドンネル〈パトリック・バーギン〉）※ソフト版、フジテレビ版
- パニック・イン・スタジアム（バトン隊長〈ジョン・カサヴェテス〉）※テレビ東京版
- ハムナプトラ2/黄金のピラミッド（イムホテップ〈アーノルド・ヴォスルー〉）※テレビ朝日版
- パラダイム（ポール・レーイ博士）
- パリの大泥棒（ピクラルン〈ジャン・レノ〉）※VHS版
- ハロウィン6 最後の戦い（ジョン・ストロード）
- ハンター（トニー・ベルナルド）※フジテレビ版
- バンディッツ（ダーレン・ヘッド〈ボビー・スレイトン〉）※日本テレビ版
- バンデットQ（オグ）
- パンドラ・プロジェクト（ギャレット・ハウトマン〈トニー・トッド〉）
- ハンニバル（バーニー〈フランキー・フェイソン〉）※ソフト版
- ヒー・セッド、シー・セッド/彼の言い分、彼女の言い分（ウォーリー・サーマン〈ネイサン・レイン〉）
- ビバリーヒルズ・コップ ※テレビ朝日版
- ビリー・ホリデイ物語/奇妙な果実（ピアニスト〈リチャード・プライヤー〉）
- ピンク・キャデラック（アレックス〈マイケル・デ・バレス〉）※ソフト版
- プーと大人になった僕（ティガー〈声：ジム・カミングス〉[287]）
- ファースト・キッド 僕のパパは大統領（サム・シムス〈シンバッド〉）※VHS版
- ファイト・クラブ（ボブ〈ミートローフ〉）※ソフト版
- ファイブ・イージー・ピーセス（スパイサー〈ジョン・P・ライアン〉）
- ファム・ファタール（ブラック・タイ〈エリック・エブアニー〉）※テレビ朝日版
- フィフス・エレメント（リンドバーグ大統領〈タイニー・リスター・Jr.〉）※DVD・VHS版
- フィラデルフィア・エクスペリメント（クラーク少佐〈キーン・ホリデイ〉）※フジテレビ版
- ブラックパンサー（ズリ〈フォレスト・ウィテカー〉[288]）
- ブラッド・ワーク（ロナルド・アランゴ刑事〈ポール・ロドリゲス〉）※テレビ東京版
- フランキー・ザ・フライ（サル〈マイケル・マドセン〉）
- フランケンシュタイン（クリーチャー〈ロバート・デ・ニーロ〉）※テレビ朝日版
- ブリット（ウィラード医師）
- ブルズ・アイ（ビル・マヌッチ〈ジェームズ・ベルーシ〉）
- ブルベイカー（ウォルター〈モーガン・フリーマン〉）
- ブレーキ・ダウン（レッド〈J・T・ウォルシュ〉）※日本テレビ版
- ブレイキング・イン（ヴィンセント・トゥッチ〈モーリー・チェイキン〉）
- フローレス（ウォルト〈ロバート・デ・ニーロ〉）
- プロジェクトA2 史上最大の標的（革命闘士）※フジテレビ版
- プロテクター（ダニー・ガローニ〈ダニー・アイエロ〉[289]）※ソフト版
- フロム・ダスク・ティル・ドーン2（ルーサー・ヘッグス〈デュエイン・ウィテカー〉）
- ベイビー、ウォンテッド!（ヒューゴ〈スティーヴン・トボロウスキー〉）
- ヘルレイザー4（ピンヘッド〈ダグ・ブラッドレイ〉）
- ヘルレイザー ゲート・オブ・インフェルノ（ピンヘッド〈ダグ・ブラッドレイ〉）
- ベン・ハー（ベン・ハー〈チャールトン・ヘストン〉）※日本テレビ版
- BOYS（カリー巡査〈ジョン・C・ライリー〉）
- ボイスレター（ホートン〈ロジャー・E・モーズリー〉）※テレビ東京版
- 北海ハイジャック（ロバート・キング〈デヴィッド・ヘディソン〉）※テレビ朝日版
- ホット・ショット（ブロック少佐〈ケヴィン・ダン〉）※ソフト版
- ホット・ネイビー/カリブ海イケイケ大作戦（クイントン・マクヘイル中佐〈トム・アーノルド〉）
- ホビット三部作（ドワーリン〈グレアム・マクタヴィッシュ〉）
  - ホビット 思いがけない冒険
  - ホビット 竜に奪われた王国
  - ホビット 決戦のゆくえ[290]）
- ポリスアカデミー（タックルベリー〈デヴィッド・グラフ〉）
- ポリスアカデミー2 全員出動!（タックルベリー〈デヴィッド・グラフ〉）
- ポリス・ストーリー/香港国際警察（警察官）※フジテレビ版
- ホワイト・ファング（アレクサンダー・ラーソン〈クラウス・マリア・ブランダウアー〉）※ソフト版
- ホワイ・ミー?（ガス〈クリストファー・ランバート〉）※VHS版
- マーヴェリック（エンジェル〈アルフレッド・モリーナ〉）※日本テレビ版
- マーティン/呪われた吸血少年（クーダ〈リンカーン・マーゼル〉[291]）
- マイアミ殺人事件（ノーラン〈リチャード・メイサー〉）
- マイホーム・コマンドー（シェップ〈ハルク・ホーガン〉）
- マシニスト（アイバン〈ジョン・シャリアン〉）
- マスターズ/超空の覇者（HE-MAN〈ドルフ・ラングレン〉）※テレビ東京版
- マッド・シティ（レムキー本部長〈テッド・レヴィン〉）※フジテレビ版
- マッドマックス:フュリオサ（人食い男爵〈ジョン・ハワード〉[292]）
- マペッツシリーズ
  - マペットめざせブロードウェイ!（フォジー）※CBS/FOXビデオ版
  - カーミットのどろんこ大冒険（ブロッチ）
- 真夜中のカーボーイ（ジョー〈ジョン・ヴォイト〉）※TBS版
- マンハッタン・ラブ/女と男のいい関係（ジョン〈ボー・ブリッジス〉）
- 見ざる聞かざる目撃者（ウォリー〈リチャード・プライヤー〉）
- ミセス・ダウト（フランク〈ハーヴェイ・ファイアスタイン〉）※フジテレビ版
- ミッドナイトクロス（マッキー刑事）※TBS版、（サム）※テレビ朝日版
- ミュータント・ニンジャ・タートルズ2（ラファエロ）※劇場公開版
- ミラクルワールド ブッシュマン3（ワン〈ケント・チェン〉）
- MOON44（ジェイク・オニール〈ブライアン・トンプソン〉）
- 無防備都市（ジョルジオ・マンフレーディ〈マルチェロ・パリエロ〉）
- メジャーリーグ（ロス・ファーマー）※ソフト版
- メン・イン・ブラック（フランク〈パグ〉）※ソフト版
- メン・イン・ブラック2（フランク〈パグ〉）※劇場公開版
- メン・イン・ブラック:インターナショナル（フランク〈声：ティム・ブラニー〉[293]）
- もういちど殺して/キル・ミー・アゲイン（アラン・スエイジー〈ジョン・グリース〉）※VHS版
- 燃えよドラゴン（ボロ〈ヤン・スエ〉）※テレビ朝日版
- モンスター・パニック（ジム〈ダグ・マクルーア〉）
- モンスター・パニック/怪奇作戦（デニンスキー〈ポール・ナッシー〉）
- モンテ・ウォルシュ（ショーティ〈ミッチェル・ライアン〉）
- ヤング・ゼネレーション（シリル〈ダニエル・スターン〉）
- Uターン（ダレル〈ビリー・ボブ・ソーントン〉）
- ユン・ピョウ in ドラ息子カンフー（片腕の男〈ジェームス・ティエン〉）※フジテレビ版
- 48時間（ビリー・ベア〈ソニー・ランダム〉、警官#2〈クリス・マルケイ〉）※日本テレビ旧録版
- ライアー（フィリップ・ブラクストン〈クリス・ペン〉）
- ライフ with マイキー（エド・チャップマン〈ネイサン・レイン〉）
- ラスト・シューティスト（コッブ〈ビル・マッキーニー〉）※フジテレビ版
- ラスト・ボーイスカウト（ジミーディックス〈デイモン・ウェイアンズ〉）※フジテレビ版
- ラビリンス/魔王の迷宮（ルド）※フジテレビ版
- リッチー・リッチ[294]（ローレンス・ヴァンドー〈ジョン・ラロケット〉）
- リトル・ショップ・オブ・ホラーズ（オリン・スクリヴェロ〈スティーヴ・マーティン〉）
- 理由なき反抗（バズ）※TBS版
- 霊幻道士3 キョンシーの七不思議（保安隊長チャン）
- ルーニー・テューンズ:バック・イン・アクション（フォグホーン・レグホーン）
- レッドクリフ Part I（劉備〈ヨウ・ヨン〉[295]）
- レッドクリフ Part II -未来への最終決戦-（劉備〈ヨウ・ヨン〉）
- レッド・スコルピオン（クラスノフ〈ブライオン・ジェームズ〉）※ソフト版
- レッド・スパロー（ザハロフ〈キアラン・ハインズ〉）
- レッド・ブロンクス（トニー〈マーク・エイカーストリーム〉）※フジテレビ版
- レディ・プレイヤー1（リック〈ラルフ・アイネソン〉[296]）
- ロスト・イン・スペース（ロボットの声）※日本テレビ版
- ロビンとマリアン（ジョン王〈イアン・ホルム〉）※テレビ朝日版
- ロビン・フッド（リトル・ジョン）※フジテレビ版
- ロビン・フッド（リトル・ジョン〈デビッド・モリシー〉）
- ロマンシング・アドベンチャー/キング・ソロモンの秘宝 ※テレビ朝日版
- ロング・ライダーズ（クレル〈ランディ・クエイド〉）
- ワールド・ウォーZ[297]（ティエリー〈ファナ・モコエナ〉）
- ワイルド・トランスポーター 悪女の罠（ストラッサー〈サム・ダグラス〉）※テレビ東京版
- わたしは目撃者（ブラウン博士〈ホルスト・フランク〉）
- 私を助けて/吹雪が恐怖を運んでくる・人妻監禁事件（レッド・クーパー）

#### ドラマ
- 悪魔の手ざわり #23（パーカー警部）
- アメリカン・ヒーロー #26（脱獄犯）
- アラン・ドロンの刑事物語 #1（モルヴァン）
- アルフ（アーロン・キング）※65話ゲスト
- インディ・ジョーンズ/若き日の大冒険（カニンガム）
- 宇宙船レッド・ドワーフ号（クイーグ 他）
- エクスカリバー 聖剣伝説（ボーディガン〈ルトガー・ハウアー〉）
- 刑事コジャック シーズン1 #19（アラン・アンクラム）
- 刑事コロンボシリーズ
  - 魔術師の幻想（警官）
  - さらば提督（マック刑事〈デニス・デューガン〉）
- 刑事スタスキー&ハッチ シーズン1 #22（ジム）
- 刑事デルベッキオ（ポール・ジョーンスキー巡査部長〈チャールズ・ヘイド〉）
- 警部マクロード
- 幸運という名の町（デイブ〈ジェームズ・ブローリン〉）
- ザ・ホスピタル（総統）
- 三国志演義（曹操孟徳）※NHK-BS2版
- シークエスト（フランク・コッブ〈デビッド・マッカラム〉）
- ジェシカおばさんの事件簿（ニルス・アンダーソン〈デニー・ミラー〉、ラリー・ゲインズ〈グラント・グッドイヴ〉、ドナルド・グレンジャー〈クリストファー・オールポート〉、グレッグ・ダルトン〈ウィリアム・アザートン〉）
- ジム・ヘンソンのファンタジー・ワールド（ピート〈ジョージ・コスティガン〉）
- シャーロック・ホームズの冒険
  - まだらの紐（ソーン）
  - 六つのナポレオン（ピエトロ・ヴェヌーチ）
- 主任警部モース 森を抜ける道（マーティン・ジョンソン主任警部）
- 私立探偵ジョー・ダンサー/非情の罠（ジョー・ダンサー〈ロバート・ブレイク〉）
- 私立探偵マグナム シーズン2 #5（フェイ将軍〈スーン＝テック・オー〉）
- 新アウターリミッツ（ジョン・オーウェンズ船長〈ブル・マンクマ〉）
- スーパーナチュラル（天使ウリエル〈ロバート・ウィズダム〉）
- スタートレック:ディープ・スペース・ナイン（ベンジャミン・シスコ司令官〈エイヴリー・ブルックス〉）
- 青春の城 コビントン・クロス（ムーア司教〈ジュリアン・フェロウズ〉）
- セサミストリート（テリー、ゴードン）※スペシャル版・NHK版
  - ビッグバード 中国への旅（オスカー）※スペシャル版
  - 美術館へ行こう〜メトロポリタン美術館のセサミストリート〜（オスカー、エジプトの悪魔）※スペシャル版
  - セサミストリート: 世界の国からハッピーニューイヤー
  - セサミストリート危機一髪（ワームテレビの司会者〈ダニー・デヴィート〉）※スペシャル版
  - エルモのクリスマス（グローバー）※スペシャル版
- SOAP ソープ シーズン1（ピーター・キャンベル〈ロバート・ユーリック〉）
- 大草原の小さな家（タイラー〈フォレスト・タッカー〉）
- 地上最強の美女バイオニック・ジェミー2 #4、#7
  - シーズン3 #12「陰謀！キャンパス大泥棒」（男）
- 特捜刑事マイアミ・バイス
  - シーズン1 #1（レオン・ジェファーソン〈ミケルティ・ウィリアムソン〉）、#9（ポール）、#11（ルーサー〈ジャンカルロ・エスポジート〉）
  - シーズン2 #2（マックスウェル・ダークス）、#3（ハンク・ウェルドン〈ブルース・マッギル〉）、#8（トムソン）、#19（ケヴィン・ケイツ）
  - シーズン3 #3（レポーター）
  - シーズン4 #12（カルヴィン・タトル〈ゲリット・グレアム〉）
- ドクター・フー（オープニングナレーション / 四代目ドクター〈トム・ベイカー〉）
- 特攻野郎Aチーム
  - シーズン4 #1（ブル）、#17（ジェイソン・デューク）
  - シーズン5 #8（オーウェンス）
- ナイトライダー
  - シーズン1 #10（ブラッド〈リック・フィッツ〉）
  - シーズン4 #18（ラウル〈イロイ・カサドス〉）
- バーン・ノーティス 元スパイの逆襲（ビッグ・エド〈アンドリュー・ブリニアースキー〉）
- パパにはヒ・ミ・ツ（ニック・シャープ〈パトリック・ウォーバートン〉）
- フラグルロック（ゴーグ王子）
- フリッパー シーズン1（ジョン・ダイアー大佐）
- フルハウス（サンドマン）
- 冒険野郎マクガイバー
  - #9（ワイリー）
  - #14（チャーリー）
  - #56（ウェッバー）
  - #61（グラント〈ゲイリー・ロックウッド〉）
  - #67（アラン・ライトマン）
  - #76（ブッカー・ウィルソン）
  - #90（ツァオ）
- ポリティカル・アニマルズ（バド・ハモンド〈キーラン・ハインズ〉）
- MACGYVER/マクガイバー シーズン2 #11（グリア〈ブルース・マッギル〉）
- ミス・マープル パディントン発4時50分（レイク警部補）
- 名探偵ポワロ ABC殺人事件（ドン）※NHK版
- 名探偵モンク シーズン3 #8（ランクマン）
- ヤングライダーズ シーズン1 #14（保安官〈レックス・リン〉）
- リップタイド探偵24時（コディ・アレン）
- 霊怪道士（チェン）

#### アニメ
- アイアンマン（ジム・ローディス/ウォーマシン、ナレーション）※NHK BS2版
- アイアンマン:ライズ・オブ・テクノヴォア（パニッシャー）
  - アベンジャーズ コンフィデンシャル: ブラック・ウィドウ & パニッシャー（フランク・キャッスル / パニッシャー）
- アイス・エイジ（マニー）※予告編
- ANIMANIACS（ウムラット）
- アンツ（ウィーバー）
- X-MEN（ケーブル）※テレビ東京版
- ガーフィールド（ガーフィールド）※WOWOW版
- ガジェット警部（ガジェット警部）
- カンフー・パンダ2（マスター・暴れウシ）
- きかんしゃトーマス（ヒロ）
  - きかんしゃトーマス 伝説の英雄
  - きかんしゃトーマス ミスティアイランド レスキュー大作戦!!
  - きかんしゃトーマス キング・オブ・ザ・レイルウェイ トーマスと失われた王冠
  - きかんしゃトーマス おいでよ!未来の発明ショー!
- キャッツ&カンパニー
- クロース（クロース）
- コウノトリ大作戦!（ハンター）
- 子猫になった少年（シャンテクレア）
- ザ・シンプソンズ MOVIE（アーノルド・シュワルツェネッガー大統領）※劇場版、オリジナル版共に担当
- サンダーバード ARE GO（リー・テイラー大尉）
- シュレックシリーズ
  - シュレック3（メイベル）
  - シュレック フォーエバー（ブローガン、メイベル）
- SING/シング
- スター・ウォーズシリーズ（メイス・ウィンドゥ）
  - スター・ウォーズ クローン大戦
  - スター・ウォーズ/クローン・ウォーズ
  - スター・ウォーズ/クローン・ウォーズ（テレビシリーズ）
  - スター・ウォーズ：テイルズ・オブ・ジェダイ
- スティーブン・スピルバーグのトゥーンシルバニア（イゴール）
- スパイダーマン:スパイダーバース（ウィルソン・フィスク / キングピン[298]）
- スワン・プリンセス2/魔王の城（ナックルズ）
- タンタンの冒険（タピオカ将軍）
- チップとデールの大作戦（バブルス）※新吹き替え版
- 超人ハルク（ハルク / ブルース・バーニー）※VHS版
- トランスフォーマーシリーズ
  - 戦え!超ロボット生命体トランスフォーマー（コンボイ、オライオン・パックス、オメガ・スプリーム、ジャイアント、ウルフ、テラノバ）
  - トランスフォーマー ザ・ムービー（コンボイ）
  - 戦え!超ロボット生命体トランスフォーマー2010（コンボイ[299]）
  - トランスフォーマー ザ・リバース（コンボイ[300]）
  - トランスフォーマー アニメイテッド（オメガスプリーム[301]）
  - トランスフォーマー:ウォー・フォー・サイバトロン・トリロジー（オプティマス・プライム[302]）
  - トランスフォーマー アーススパーク（オプティマスプライム[303]）
- ディズニー作品
  - アラジンの大冒険（ヤジード）
  - くまのプーさん（ティガー）
    - くまのプーさん 完全保存版 ※ブエナ・ビスタ版
    - くまのプーさん 完全保存版II ピグレット・ムービー
    - くまのプーさん クリストファー・ロビンを探せ!
    - ティガー・ムービー プーさんの贈りもの
    - くまのプーさん プーさんのオバケたいじ
    - くまのプーさん 冬の贈りもの
    - くまのプーさん みんなのクリスマス
    - くまのプーさん ザ・ムービー/はじめまして、ランピー!
    - くまのプーさん/ルーの楽しい春の日
    - くまのプーさん/ランピーとぶるぶるオバケ
    - 新くまのプーさん
    - プーさんといっしょ
    - ザ・ブック・オブ・プー
    - くまのプーさん (2011)

  - クワック・パック（エミール・クロッカー博士）
  - ズートピア（レオドア・ライオンハート市長[304]）
  - ターザン（タントー）
    - ターザン (TVシリーズ)
    - ターザン&ジェーン

  - ダイナソー（ブルートン）
  - ダックテイル（シャーキー）
  - トイ・ストーリーシリーズ[305]
    - スペース・レンジャー バズ・ライトイヤー 帝王ザーグを倒せ!（帝王ザーグ）
    - スペースレンジャーバズライトイヤー（帝王ザーグ）

  - ハウス・オブ・マウス（タントー）
  - パパはグーフィー
  - ビアンカの大冒険〜ゴールデンイーグルを救え!〜（ウィルバー）
  - ブラザー・ベア（トゥーク）
  - ブラザー・ベア2（トゥーク）
  - Mr.インクレディブル（Mr.インクレディブル）※予告編のみ
  - ムーラン（リー将軍）
  - ライオン・キングのティモンとプンバァ（クイント）
- バットマンシリーズ
  - バットマン（バットマン / ブルース・ウェイン）
  - バットマン/マスク・オブ・ファンタズム（バットマン / ブルース・ウェイン）
  - バットマン サブゼロ 凍りついた愛（バットマン / ブルース・ウェイン）
  - スーパーマン（バットマン / ブルース・ウェイン）
  - ジャスティス・リーグ（バットマン / ブルース・ウェイン）
  - バットマン・ザ・フューチャー（ブルース・ウェイン）
  - バットマン・ザ・フューチャー 蘇ったジョーカー（初代バットマン / ブルース・ウェイン）
  - バットマン ゴッサムナイト（バットマン / ブルース・ウェイン）
  - バットマン:ブレイブ&ボールド（バットマン / ブルース・ウェイン、トーマス・ウェイン、オウルマン）
  - レゴ（R)スーパー・ヒーローズ ねらわれたバットマン（バットマン / ブルース・ウェイン）
- ババール〜ぞうの国の王様〜（ババール）
- バルト（マック＆ラック）
  - バルト 新たなる旅立ち（マック）
  - バルト 大空に向かって（マック）
- ピンクパンサー（ボス、ドッグファーザー）
- ファインディング・ドリー（フルーク）
- マイリトルポニー〜トモダチは魔法〜（ドラゴン）
- ミュータントタートルズ（1987年テレビ東京版）（ドン・トルテッリ、ブッチャー、ランドー）
- モンスター・ハウス（ランダーズ）
- モンスター・ホテル クルーズ船の恋は危険がいっぱい?!（エイブラハム・ヴァン・ヘルシング[306]）
- ゆかいなバーニー（英語版）（バーニー）
- ランゴ（町長）
- ルーニー・テューンズ（フォグホーン・レグホーン、クロード・キャット 他）
  - バッグス・バニーのぶっちぎりステージ
  - タイニー・トゥーンズ（フォグホーン・レグホーン）
  - シルベスター&トゥイーティー ミステリー
  - トゥイーティーのフライング・アドベンチャー 80日間世界一周大冒険
  - ルーニー・テューンズ・ショー（フォグホーン・レグホーン[307]）
  - 新 ルーニー・テューンズ（フォグホーン・レグホーン）
  - バッグス・バニー ビルダーズ（フォグホーン・レグホーン）
  - タイニー・トゥーンズのハチャメチャ学園（フォグホーン・レグホーン[308]）
- LEGO® ムービー（バッド・コップ / グッド・コップ[309]）
- ローリー・ポーリー・オーリー（パパ）

#### テレビ番組
- UFC登竜門 ジ・アルティメット・ファイター ヘビー級バトル（クイントン・“ランペイジ”・ジャクソン）

### 映画
- 紅い眼鏡/The Red Spectacles（1987年、オムニバスプロモーション） - 室戸文明 役
- トーキング・ヘッド（1992年、バンダイ） - 予告編ナレーション ※声の出演
- オー・マイ・ゼット!（2016年、クロックワークス） - ナレーション ※声の出演

### テレビドラマ
- いつも まぢかに（2015年、IMAGICA TV） - 高原純一 役
- 世にも奇妙な物語 春の特別編「夢男」（2017年、フジテレビ） - 夢男の声 ※声の出演
- 星新一の不思議な不思議な短編ドラマ『ものぐさ太郎』（2022年6月14日、NHK BS4K・BSプレミアム）[310] - ナレーション／政界の黒幕 ※声の出演

### 特撮
1980年
- 仮面ライダー (スカイライダー)（黄金ジャガーの声）

1994年
- 忍者戦隊カクレンジャー（ヌエの声）

2000年
- ぼうけん!メカラッパ号（ポヨの声）

2005年
- 魔法戦隊マジレンジャー（ナレーター、呪文音声）
- 魔法戦隊マジレンジャー THE MOVIE インフェルシアの花嫁（ナレーション）

2006年
- ウルトラマンメビウス（暗黒四天王邪将・異次元人ヤプール / 異次元超人巨大ヤプールの声）
- ウルトラマンメビウス&ウルトラ兄弟（異次元人ヤプール / 異次元超人巨大ヤプール〈幽霊〉の声）
- 魔法戦隊マジレンジャーVSデカレンジャー（呪文音声）

2011年
- ウルティメイトフォースゼロ アナザースペースアドベンチャー（異次元超人巨大ヤプールの声）
- 天装戦隊ゴセイジャーVSシンケンジャー エピックon銀幕（マダコダマの声）
- 海賊戦隊ゴーカイジャー（マージフォン音声）

2012年
- 特命戦隊ゴーバスターズ（ゴリサキ・バナナの声）
- 特命戦隊ゴーバスターズ THE MOVIE 東京エネタワーを守れ!（ゴリサキ・バナナの声）
- ネット版 仮面ライダー×スーパー戦隊 スーパーヒーロー大変 〜犯人はダレだ?!〜（ゴリサキ・バナナの声）

2013年
- 特命戦隊ゴーバスターズVS海賊戦隊ゴーカイジャー THE MOVIE（ゴリサキ・バナナの声）
- 帰ってきた特命戦隊ゴーバスターズVS動物戦隊ゴーバスターズ（ゴリサキ・バナナの声、先生）

2014年
- ウルトラマンギンガS（異次元超人巨大ヤプール〈SD〉の声）

2015年
- ウルトラファイトビクトリー（異次元超人巨大ヤプールの声）
- 手裏剣戦隊ニンニンジャー（マージフォン音声）

2021年
- 仮面ライダー ビヨンド・ジェネレーションズ（レオニダス・クリスパーの声）

### ナレーション
- ザッツお台場エンターテイメント!
- NNNドキュメント'02「マツダ再生への道〜日米自動車野郎たち〜」（2002年7月21日、日本テレビ）
- 剛腕伝説（2010年10月18日、NHK）
- ダウンタウンのガキの使いやあらへんで!!（イタオが暴く！妖怪詐欺集団の実態）
- 特上カバチ!!
- 天才ビットくん
- 日曜美術館 レオナルド・ダ・ヴィンチ 驚異の技を解剖する
- バトルフロント-BATTLE FRONT-
- はてな・サイエンス
- ビットワールド
- 報道特捜プロジェクト
- ほんとにあった怖い話
- ミステリアス・ウフィツィ〜ルネサンス美術の光と闇
- みんなでニホンGO!第21回 2010流行語スペシャル（アーノルド・シュワルツェネッガーのツイッター紹介）
- いじめをノックアウト
- マツコの知らない世界
- 内村てらす
- ダイエットJAPAN〜和食で世界を救え！ヘルシー和食VS世界のおデブちゃん〜（2018年2月、テレビ東京）
- 変装かくれんぼ ハイド＆シーク（2020年1月31日、TBS）
- 激録・警察密着24時!!（テレビ東京、2020年6月4日 - 、2020年4月12日に逝去した藤原啓治の後任）
- 有吉くんの正直さんぽ（フジテレビ、2020年10月31日 - 、2020年3月21日に逝去した増岡弘の後任）[314]
- STU48 イ申テレビ（※中尾隆聖の代役）

### ラジオ
- しんみち家の人々（1997年 - 1998年、文化放送）
- 今日も元気だ!メタボが怖い!（2008年、webラジオ）
- てっちゃんけんちゃんごきげんネット（2001年、webラジオ）
- 二十四時間物語（イタさん）
- ニッポン放送開局60周年記念 オーディオドラマ『海賊とよばれた男』（2014年、ニッポン放送、新田辰夫）[315]

### オーディオブック
- 海賊とよばれた男（2014年、新田辰夫）
- 天地明察（2015年、保科正之）
- 筋トレが最強のソリューションである（2017年、朗読[316]）

### デジタルコミック
- VOMIC
  - NARUTO -ナルト- 劇場版公開記念バージョン（九尾の狐）
  - 僕のヒーローアカデミア（オールマイト[317]）

### パチンコ・パチスロ
- 回胴黙示録カイジ2（遠藤勇次）
- 黄門ちゃま（格さん）
- JAWS 〜It's a SHARK PANIC〜（ブレイブ船長）
- 蒼天の拳（劉宗武）
- パイレーツワールド（バルバロス）
- CR怪物くん デーモンの剣（ゴルゲン）
- CRフィーバースター・ウォーズ ダース・ベイダー降臨（メイス・ウィンドゥ）
- CRターミネーター2（T-800）
- CRバック・トゥ・ザ・フューチャー（ビフ・タネン、グリフ・タネン）
- 武神烈伝（徳川家康）
- 北斗の拳 強敵（ラオウ）
  - 北斗の拳 6拳王（ラオウ）
- みどりのマキバオー 届け!!日本一のゴールへ!!（カスケード）
- CRローズテイルアルティメット（豊丸産業のパチンコ台）（義元）
- CR笑ゥせぇるすまん ドーンといきまSHOW（喪黒福造）
- CRグラップラー刃牙（ジャック・ハンマー、ナレーション）

### 舞台
- ローマで起こった奇妙なできごと（1980年 / 渋谷エピキュラス、劇団薔薇座）
- 飛べ!京浜ドラキュラ - あけぼの役（1982年 / シアターアプル、81プロデュース）
- バッカーズ・オーディション（1986年 / 博品館劇場、81プロデュース）
- トランスフォーマーキャラクターショー - コンボイの声
- 魔神英雄伝ワタル3 メモリアル・ライブ 〜See You Again〜（1992年）
- 魔神英雄伝ワタル W復活祭 60分間世界一周!（1993年） - 龍神丸 役

### CM
- INAひまわり生命 企業CM「終身医療保険ワハハ21 ワハハ劇場ボーリング篇」（2000年 / TV、ナレーション）
- 池田模範堂 ムヒ・虫除けムシペール（TV、CMに登場するヒーローの吹き替えを担当した）
- イー・モバイル「電話サービス開始編」（日本猿はやはや君の声、ナレーション）
- 伊藤ハム 「The GRAND アルトバイエルン」（2019年 / TV、ナレーション）[318]
- 映画『相棒 -劇場版II- 警視庁占拠! 特命係の一番長い夜』予告CM（2010年 / ナレーション）
- 映画『ジングル・オール・ザ・ウェイ』予告CM（1996年 / ナレーション）
- 大塚製薬 オロナイン液 クレヨンしんちゃん編（2003年 / アクション仮面の声）
- カプコン
  - ブレス オブ ファイアII 使命の子（1994年 / ナレーション）
  - 『アスラズ ラース』打ち砕く! 発売予定篇（2012年 / ナレーション）
- カリフォルニア州政府日本向けCM（2008年6月 / TV、アーノルド・シュワルツェネッガーの声）
- カリフォルニア州観光局 なんでもアリフォルニア カリフォルニア（2009年2月 / TV、アーノルド・シュワルツェネッガーの声）[319]
- サントリー 缶コーヒー ウエスト「男の温度が、上がった。編」（アーノルド・シュワルツェネッガー出演）
- 資生堂（TV、ナレーション）
- J:COM ざっくぅ! 家のいろんなところで篇&タブレット ダンスホール篇（ナレーション）
- JOY SOUND（2010年 / ラジオ、親方様 / 親子を探す男）
- 小学館 おぷうのきょうだい『俺、つしま』（2018年 / つしまの声）
- スクウェア・エニックス『ドラゴンクエストヒーローズII 双子の王と予言の終わり』
- 綜合警備保障 企業CM 守護神とハイセキュリティ篇（1996年 / TV、ナレーション）
- ダイキン 分解して! ストリーマ教授（ストリーマ教授）
- 第二電電 国際電話サービス フランダス篇（TV、ナレーション）
- 高橋酒造 キンハイギンハイ（ホワイトピーク）
- タカラ ダイアクロン 爆転アタックロボ CM
- デアゴスティーニ 東映時代劇傑作DVDコレクション（2009年1月 / TV、ナレーション）
- ディノス 家具無料引き取りサービス（玄田哲章さん編）
- 東京ドームシティ
  - スカイシアター 仮面ライダー剣スペシャルショー CM（2004年7月 / TV、ナレーション）
  - Gロッソ オープンCM（2009年2月 / TV、ナレーション）
- 日本生命 フレッシュアップルプラン 浦島太郎篇（1995年 / TV、ナレーション）
- 任天堂（TV、ナレーション）
  - 黄金の太陽 漆黒なる夜明け
  - ポケットモンスター ウルトラサン・ウルトラムーン
  - 星のカービィ ロボボプラネット
- パルコ グランバザール 時計篇（1998年 / TV、ナレーション）
- バンダイ
  - 忍者戦士飛影 玩具CM（1985年 / TV、ナレーション）
  - スーパー戦隊シリーズ 玩具CM[注 6]（1986年 - / TV、ナレーション）
  - 時空戦士スピルバン 玩具CM（1986年 / TV、ナレーション）
  - 聖闘士聖衣大系 玩具CM（1986年 - 1989年 / TV、ナレーション[注 7]）
  - 仮面ライダーBLACK 玩具CM（1987年 - 1988年 / TV、ナレーション[注 8]）
  - 非公認戦隊アキバレンジャー 玩具CM（2012年 / TV、ナレーション）
  - マシンロボ 玩具CM（1988年 / TV、ナレーション）
  - MS IN POCKET（TV、ナレーション）
- バンダイナムコゲームス Xbox 360ソフト『ガンダム オペレーショントロイ』（2008年6月 / TV、ナレーション）
- バンダイビジュアル『真マジンガー 衝撃!Z編 on television』DVDリリース（2009年7月 / TV、ナレーション）
- 日立製作所 日立プロビジョン 走査線デモ篇（TV、ナレーション）
- ポピー テクノロボ コンポボーイ（1982年 / TV、ナレーション）
- ボルボ（2016年エイプリルフール企画 / デューク東郷の声）
- 本田技研工業 セイバー 登場篇（1995年 / TV、ナレーション）
- モバゲー
  - 海賊トレジャー（海賊の声）
  - 信長の野望（2011年 / ナレーション）
  - みんなとバイオハザード クランマスター（2012年 / ナレーション）
- 森永製菓 ハイチュウ（2008年5月 - / TV、ハイチュウキングの声）
- 安田火災ひまわり生命「社名変更 ニュースキャスター篇」TVCM（2001年 / TV、ナレーション）
- 安田火災ひまわり生命「新・終身保険ピース! ピース選手権『肺活量』篇」（2001年 / TV、ナレーション）
- ワニブックス「アップ・トゥ・ボーイ」（TV、ナレーション）

### CD
- アクション仮面名義
  - アクション仮面の唄
  - てのひらをたいように（クレヨンしんちゃん どうよう きけばぁ〜収録）
  - とべとべおねいさん（with 野原しんのすけ＝矢島晶子）
- イース関連
  - サウンドシアター　イースより「挿入曲」（本ボスダーム、ナレーション）
  - イースVIIプロローグ ドラマCD 〜綴られざる冒険譚〜（Ys SEVEN初回限定版付録）（ドギ）
  - イースI 〜失われし古代王国〜（ドギ）
  - イースII 〜天空の失楽園〜（ドギ）
  - イースドラマCD 異説 〜もう一つのフェルガナ冒険記〜（PSP版イース -フェルガナの誓い-限定ドラマCD同梱版）（ドギ、トーレス）
- あまんちゅ! ドラマCD第1巻（骨董市のお店『たわわ屋』のおじいさん）
- 宇宙英雄物語（ゴート）
- Weiß kreuz Dramatic Collection II ENDLESS RAIN（椿）
- オジサマ専科（石井連太郎）
- 仮面のメイドガイ（コガラシ）
- ギリシャ・ローマ神話 8 勇士ヘラクレス（ヘラクレス）
- 孔明のヨメ。（関羽[320]）
- KO世紀ビースト三獣士 BIRTH of the V-美-DARN（D・カイン）
- コズミック・ファンタジー外伝 銀河商人の罠（トキダ長官）
- 金色のガッシュベル!! キャラソン ボーイズ
- THE DARK BLUE（ロキシー）
- サンダーバード秘密基地セット（ネッド・コック）
- CDシアター ドラゴンクエスト
  - CDシアター ドラゴンクエストI（大魔道）
  - CDシアター ドラゴンクエストIV（トルネコ）
  - CDシアター トルネコの大冒険 不思議のダンジョン（トルネコ）
- CDドラマコレクションズ 三國志（張飛翼徳）
- 上海妖魔鬼怪（リー部長）
  - 上海妖魔鬼怪 序乃章（リー部長、ナレーション）
- JANE「オフェリアナイト」（ウィリアム・ローディン）
- 集英社カセットコミックシリーズ 聖闘士星矢 黄金十二宮〈前編〉（アルデバラン）
- JOKER（バーリー）
- ドラマCD しるバ.（森崎さん）
- 真・女神転生 STRANGE JOURNEY（ゴア）
- ストリートファイターシリーズ
  - ストリートファイターII 春麗飛翔伝説（ナレーション）
  - ストリートファイターII 復讐の戦士（ナレーター）
  - ストリートファイターII -魔人の肖像-（ナレーター）
  - ストリートファイターEX ドラマCD（ガイル）
- 声優だぁ〜い好き4〜ウェディング・ベル〜（父、刑事）
- 戦国BASARA 宿命! 川中島の合戦（武田信玄）
  - 戦国BASARA2〜紅蓮! 三方ヶ原の戦い〜（武田信玄）
- 戦国武友伝 肆の巻 〜信長秘帖〜（今川義元）
- 戦慄!タコ少女 SUPER BLACK
- 速攻生徒会（加藤哲章）
- 月と茉莉花
  - 月と茉莉花 〜月と茉莉花の章〜（ナレーション）
  - 月と茉莉花 〜五絃の琵琶の章〜（ナレーション）
- テイルズ オブ ジ アビスシリーズ（ラルゴ）
- 「刻の男組（ときのスーパーヒーロー）」第3弾「ナルシー☆金太郎」（熊）
- 突撃!パッパラ隊（白鳥沢愛）
- トランスフォーマー キスぷれ コンボイxメリッサ（コンボイ）
- TOMOI（リヒャルト）
- ニンジャスレイヤー ザイバツ強襲!（クローンヤクザ[321]）
- BASTARD!! -暗黒の破壊神-（ガラ）
  - BASTARD!! -暗黒の破壊神- 外伝 四天王邂逅篇 巻之二
  - BASTARD!! -暗黒の破壊神- 外伝 巻之三 魔導王封印篇
  - BASTARD!! -暗黒の破壊神-「ワンダフリャ・メガデス」
- 流行り神 ドラマCD（木暮宗一郎）
- バッタに抱かれて（朗読）
- 緋の纏（来間）※コミックス第10巻限定版[322]
- ファントム・キングダム 謎と陰謀の書（悪魔将軍ミッキー）
- 鬼灯の冷徹（サタン）※コミックス第23巻限定版
- 魔界学園（ナレーター）
  - 魔界学園I 転校生編
  - 魔界学園II 激闘編
  - 魔界学園III 完結編
- 魔神英雄伝ワタルシリーズ
  - 魔神英雄伝ワタル ※カセット（龍神丸）
  - 魔神英雄伝ワタル2 ※カセット（龍神丸）
  - 魔神英雄伝ワタル2 メモリアルCD「星界山ロケハン物語」（龍神丸）
  - 魔神英雄伝ワタル3 CDシネマ1 - 6（龍神丸、聖獣シャベクリフォン）
  - 魔神英雄伝ワタル4 CDシネマ5「創界山パラダイス」（龍神丸）
  - 超魔神英雄伝ワタル ドラマアルバム1 - 4（龍神丸、まん、龍ちゃん、心を抜かれた龍神丸）
  - 魔神英雄伝ワタル 七魂の龍神丸「あっと驚く、幻龍丸!」（龍神丸、老人の声）
  - 魔神英雄伝ワタル 七魂の龍神丸 オーディオドラマ「咲き誇れ、奇跡の龍樹!」（龍神丸、ハエちゃん）
- みどりのマキバオー「まきばで歌合戦」（カスケード）
- 幽☆遊☆白書（戸愚呂〈弟〉）
  - ミュージックバトル編
  - ミュージックバトル編3 魔界伝説
  - 熱唱編 〜カラオケバトルロイヤル〜
- ルルル×81ドラマCDシリーズ第1弾 侍ニーティ

### その他
- NHK
  - おかあさんといっしょ（ひつじ）
  - Q〜わたしの思考探究〜
  - クインテット（フラット）
  - すすめ!キッチン戦隊クックルン（シマウマさん）
  - こどもにんぎょう劇場
    - 「とらねことおしょうさん」（長者）
    - 「イソップときつね」（親方、家主）
    - 「ジェニィ」（デンプシー）
    - 「ねずみのとうさんアナトール」（ナレーション、アナトールの友達）

  - こんなこいるかな（メインキャラ全員〈1人12役〉、ナレーション）
  - ショベルカーディグスとはたらく車たち（ボーザー）
  - セサミストリート（テリー、ゴードン 他）
  - SAVE THE FUTURE 2010年10月11日放送分（ハリソン・フォードからの緊急提言）
  - 探検ロマン世界遺産（Dr.ロマン）
  - トゥトゥアンサンブル（トゥトゥトゥリー）
  - 西田ひかるの痛快人間伝 -Dashing life story-（デビルくん）
  - BSどーもくんワールド（どーもくん）
  - BSななみDEどーも!（どーもくん）
  - みんなDEどーもくん!（どーもくん）
  - バビブベボディ（腎臓の声）
  - ひげよさらば（カギダシ）
  - ひとりでできるもん!（コロン）
  - ぼうけん!メカラッパ号（ポヨ）
  - ぼくらはマンガで強くなった〜SPORTS×MANGA〜「面白くて熱い! マキバオーが教えてくれた“競馬”」（カスケードの声）
  - 魔法の映画はこうして生まれる〜ジョン・ラセターとディズニー・アニメーション〜（声の出演）
  - わいわいドンブリ（ドン・ピエール・ゴンザレス）
  - NHKスペシャル
    - アメリカ発 世界金融危機（2008年10月11日、リーマン・ブラザーズ元会長 ピーター・コーエン）
    - 新・映像の世紀
      - 第1集「百年の悲劇はここから始まった」（2015年10月25日、アメリカ外交官）
      - 第2集「グレートファミリー 新たな支配者」（2015年11月29日、J・P・モルガン・Jr）

    - 映像の世紀バタフライエフェクト
      - 「石油 世界を動かした”血”の百年」（アハマド・ザキ・ヤマニ）
      - 「ベトナム 勝利の代償」（ホー・チ・ミン）

    - 盗まれた最高機密 〜原爆・スパイ戦の真実〜」（マンハッタン計画総責任者 レズリー・グローヴス准将）
    - ふたりの贖罪〜日本とアメリカ・憎しみを越えて〜（ロバート・ハイトの息子 ウォレス・ハイト、ピッツバーグ大学名誉教授 ドナルド・ゴールドスタイン）
- お台場冒険王 北斗の拳LEGEND of HEROES（ラオウ）
- キングラン アニソン紅白2010 supported by スカパー！（新年カウントダウン）
- クレヨンしんちゃん バラエティショー（アクション仮面の声）
- 久住昌之の笑えるビデオ HE・SO（トレンチコートの男の声）
- 声優バラエティー SAY!YOU!SAY!ME!（メリ夫）※#13「なんでも強引にアフレコしてみよう! メリ夫編」その18
- 大恐竜展IN東京タワー（音声ガイド）2011年
- マイケルジャクソンの真実（マーティン・バシール）
- 東京ディズニーランド
  - プーさんのハニーハント（ティガー）
  - ビジョナリアム（航空誘導員）
  - バズ・ライトイヤーのアストロブラスター（帝王ザーグ）
- 東京ディズニーシー
  - ニモ&フレンズ・シーライダー（フルーク）
- トリビアの泉 〜素晴らしきムダ知識〜 2006年5月放送分
- 着信御礼!ケータイ大喜利 2008年3月2日放送分
- 東京国立博物館「対決 巨匠たちの日本美術」音声ガイド（蕭白）
- ニコニコ動画「トランプVSヒラリー名言集」（ドナルド・トランプのボイスオーバー）
- トランスフォーマー 着ぐるみショー（コンボイの声）
- トランスフォーマーテレフォン（コンボイ / スターコンボイ）
- トランスフォーマー ザ☆ヘッドマスターズパイロット版（コンボイ）
- 機動戦士ガンダム30周年記念 みんなのガンダム 完全版（アニマックス、2009年、本人出演）
- SMAP×SMAP 2010年2月22日放送分（「BISTRO SMAP」ミハイル・ゴルバチョフのボイスオーバー）
- 第85回、第86回謙信公祭（武田信玄、2010年、2011年）
- 実録!世界の愛憎ミステリー 妻VS夫 殺しの修羅場ファイル（声の出演）
- トリハダ（秘）スクープ映像100科ジテンスペシャル（声の出演）
  - トリハダ特別編（声の出演）
- 世界の衝撃ストーリー（声の出演）
- 大井川鐵道「トーマスフェア」（ヒロの声） - きかんしゃトーマス号・ジェームス号運行時
- ZIP!（声の出演）
- 世界が騒然!本当にあった㊙ミステリー（声の出演）
- 妄想!わがまマンガ（アーノルド・シュワルツェネッガーの声）

玩具
- 魔法戦隊マジレンジャー 魔法ケータイ マージフォン（2005年2月、システム音声）

## 休業中の代役
2024年7月からは、体調不良のため一部の担当していた役やナレーションを交代している。玄田の体調不良に伴う代役は以下の通り。
| 後任             | 役名         | 作品                      | 後任の初出演                                          |
| ---------------- | ------------ | ------------------------- | ----------------------------------------------------- |
| 藤井隼           | ナレーション | 『マツコの知らない世界』  | 2024年7月23日放送分                                   |
| 酒巻光宏         | ナレーション | 『有吉くんの正直さんぽ』  | 2024年7月27日放送分                                   |
| 三宅健太         | 戸愚呂弟     | 『幽☆遊☆白書』            | 東洋水産「マルちゃんZUBAAAN!×幽遊白書コラボムービー」 |
| こばたけまさふみ | すなおとこ   | 『それいけ!アンパンマン』 | 2024年9月27日放送分                                   |
| 武内駿輔         | くらやみまん | 『それいけ!アンパンマン』 | 2024年10月18日放送分                                  |

このうち、『マツコの知らない世界』のナレーションは2024年10月8日放送分より、『それいけ!アンパンマン』のくらやみまん役は2024年12月20日放送分より復帰した。